# Hôtel de Caumont
El hôtel de Réauville, conocido como de Caumont, es una hôtel particulier ubicado en el número 3 de la  rue Joseph-Cabassol en el distrito de Mazarin de Aix-en-Provence. Fue construido entre 1715 y 1742, está catalogado como monumento histórico desde el 16 de febrero de 1990.

## Historia
Fue construido entre 1715 y 1742 por Georges Vallon a petición del presidente del Tribunal de Cuentas, François de Rolland, señor de Réauville y marqués de Cabannes sobre la planta de un edificio parisino del arquitecto, Roberto de Cotte Allí se sucederán tres generaciones de Rolland de Réauville: tras la muerte en 1718 de François dit de Rolland-Tertulle (toma el apellido de su madre, condición para heredar de su tío Joseph François de Raffélis Tertulle, marqués de la Roque, que murió sin hijos, los propietarios fueron: Joseph-François de Rolland Tertulle, señor de Réauville, fallecido en 1728, luego su hijo Jean-Baptiste de Rolland de Tertulle-Réauville. Fue vendido por la viuda de este último, nacida Covet de Marignane, en 1758.
La segunda familia propietaria es la de François de Bruny, barón de la Tour-d'Aigues. Sus hilos, Jean-Baptiste Jérôme de Bruny, presidente de mortero del parlamento de Aix, celebró en este hotel, una casa de tren principesca. Una de sus hijas, Pauline de Bruny, se casó con el marqués de Caumont en 1795.
Se dice entonces que el marqués había tomado de Provenza « su hija más hermosa, su hotel más hermoso, su castillo más hermoso y su mayor fortuna.
Este hotel en Réauville, que se convirtió en la Tour-d'Aigues, luego en el Conservatorio Darius Milhaud, es uno de los más suntuosos del siglo XVIII. Tiene una superficie total de 2500 metros carrés.
El hotel, incluido su patio, su puerta de carruajes, el jardín, las dependencias y los muros de cerramiento están clasificados como monumentos históricos por orden del 16 de febrero de 1990.
La ciudad de Aix-en-Provence adquirió el edificio en 1964, y desde 1970 hasta su venta, albergó el Conservatorio de Música de Aix-en-Provence, el conservatorio más hermoso de Francia, inaugurado al comienzo del año escolar en septiembre de 1970 por el director musical Marcel Landowski. El 23 de octubre de 1972 cuando recibió el nombre de Conservatorio Darius Milhaud, por un ilustre compositor de Aix, que estuvo presente cuando se descubrió la placa. Esta fue su inauguración definitiva, según informo Pierre Villette, su entonces director.
En marzo de 2010, el municipio de Aix-en-Provence anunció su intención de venderlo por doce millones de euros, lo que provocó la preocupación de las asociaciones para la defensa del patrimonio de Aix.
Finalmente fue Culturespaces, filial del grupo Suez, que lo adquirió en 2013 por diez millones de euros, con la intención de dedicarlo a exposiciones temporales dedicadas a la pintura y el piano
Desde septiembre de 2013, Culturespaces llevó a cabo una restauración ejemplar a la que dedicó un presupuesto de 12,8 millones de euros, bajo el liderazgo de Mireille Pellen, Heritage Architect. Estas obras afectaron tanto a la mansión propiamente dicha como a las dependencias, patios y jardines.
La inauguración del Centro de Arte Caumont, se hizo el 6 de mayo de 2015. En esta ocasión, se organizó una jornada de puertas abiertas hasta la medianoche. El monumento contiene ahora un espacio de exposición temporal, un " museo reconstruido (decoración y ambiente de época), un jardín francés, así como un elegante salón de té que también ofrece servicio de cáterin.
Desde entonces, Culturespaces ha realizado allí varias exposiciones dedicadas a Marilyn Monroe, Fernando Botero, Nicolas de Staël y Marc Chagall.

## Arquitectura

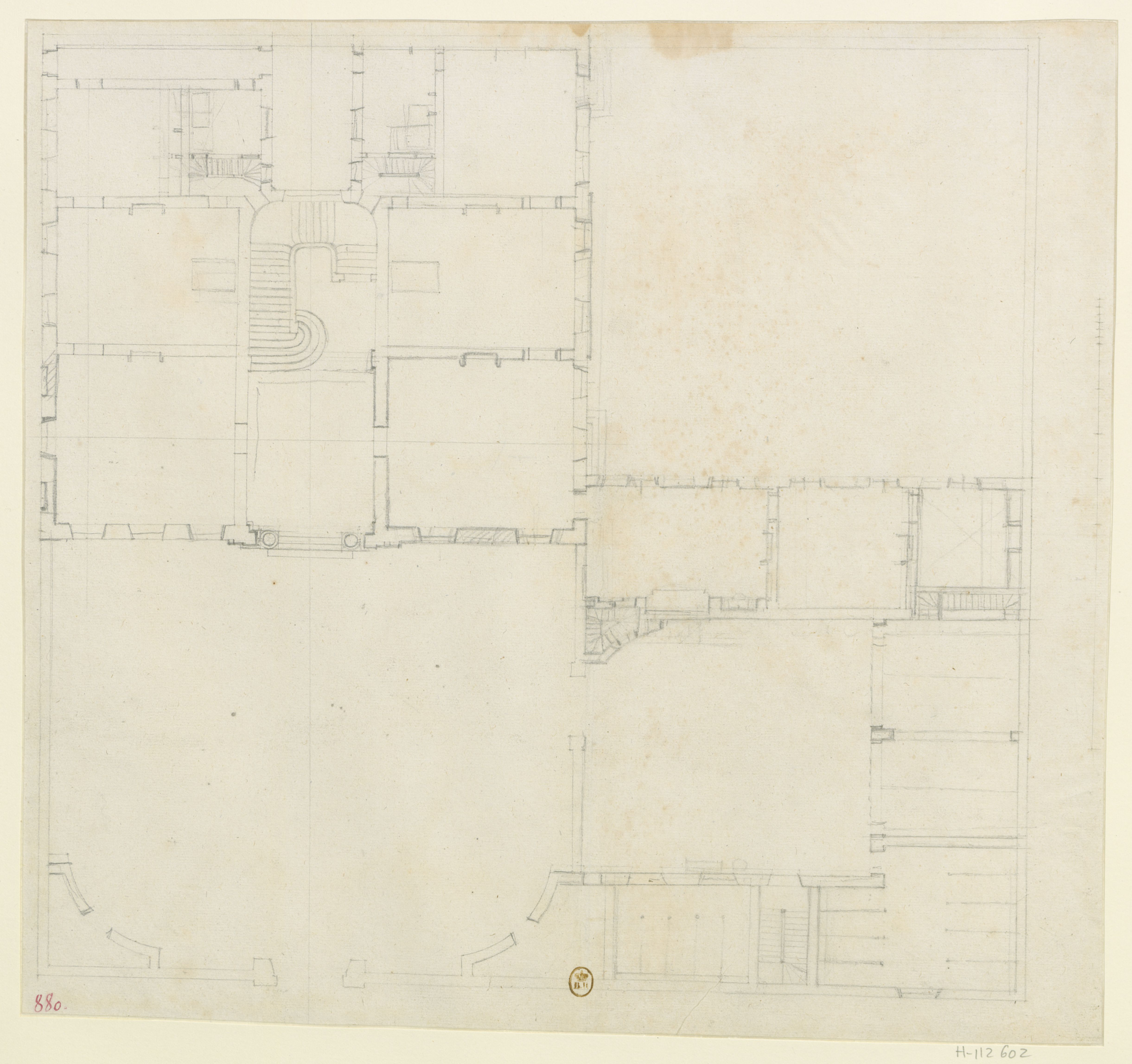
Plano del Hôtel de Réauville-Caumont en 1715

### exterior
Se accede al patio principal del Hôtel de Réauville atravesando un porche de piedra tallada, con un mascarón con rostro de hombre a la izquierda y de mujer a la derecha. El portón de entrada es de hierro forjado.
Su fachada ofrece una composición clásica armoniosa y bien equilibrada.Es una construcción de sillería también llamada "piedra de musgo" o melaza de las canteras de Bibémus, melaza de Calissanne, piedra caliza fría, mampostería y yeso.
El edificio tiene tres niveles que se elevan sobre un sótano. El acceso a la planta baja se realiza a través de una escalera de tres peldaños en un cuerpo de vanguardia enmarcado por tabiques volados. La puerta de entrada, ligeramente arqueada, está rematada por una llave decorada con una máscara de fauno, obra del escultor Adrien Dhuez y enmarcada por cuatro pilastras dóricas que sostienen un friso compuesto de metopas, con motivos alegóricos de los hechos de armas de los Réauville, esculpidas de 1717 de Jean-Baptiste Rambot (Aix 1662–?), así como rosas y gotas del balcón central.
El entablamento modillón, que sostiene el balcón del primer piso, está adornado con una hermosa reja de volutas de hierro forjado, en la que la familia Bruny hizo insertar un ciervo corriendo, emblema de su Casa, en 1758. La ventana central está enmarcada a cada lado por dos pilastras de orden jónico rematadas por un frontón curvilíneo.
El piso superior tiene un frontón triangular en todo el ancho del vanguardo, que descansa sobre pilastras con capiteles decorados con hojas de agua a cada lado de una pequeña ventana, así como sobre el entrecruzamiento de sus extremos.
A cada lado del cuerpo de vanguardia, y en cada uno de los pisos, hay tres ventanas altas, adornadas con una reja de hierro forjado en el primer y segundo piso.

La cubierta a dos aguas, con cubierta poligonal en la parte central, se cubre con tejas huecas.

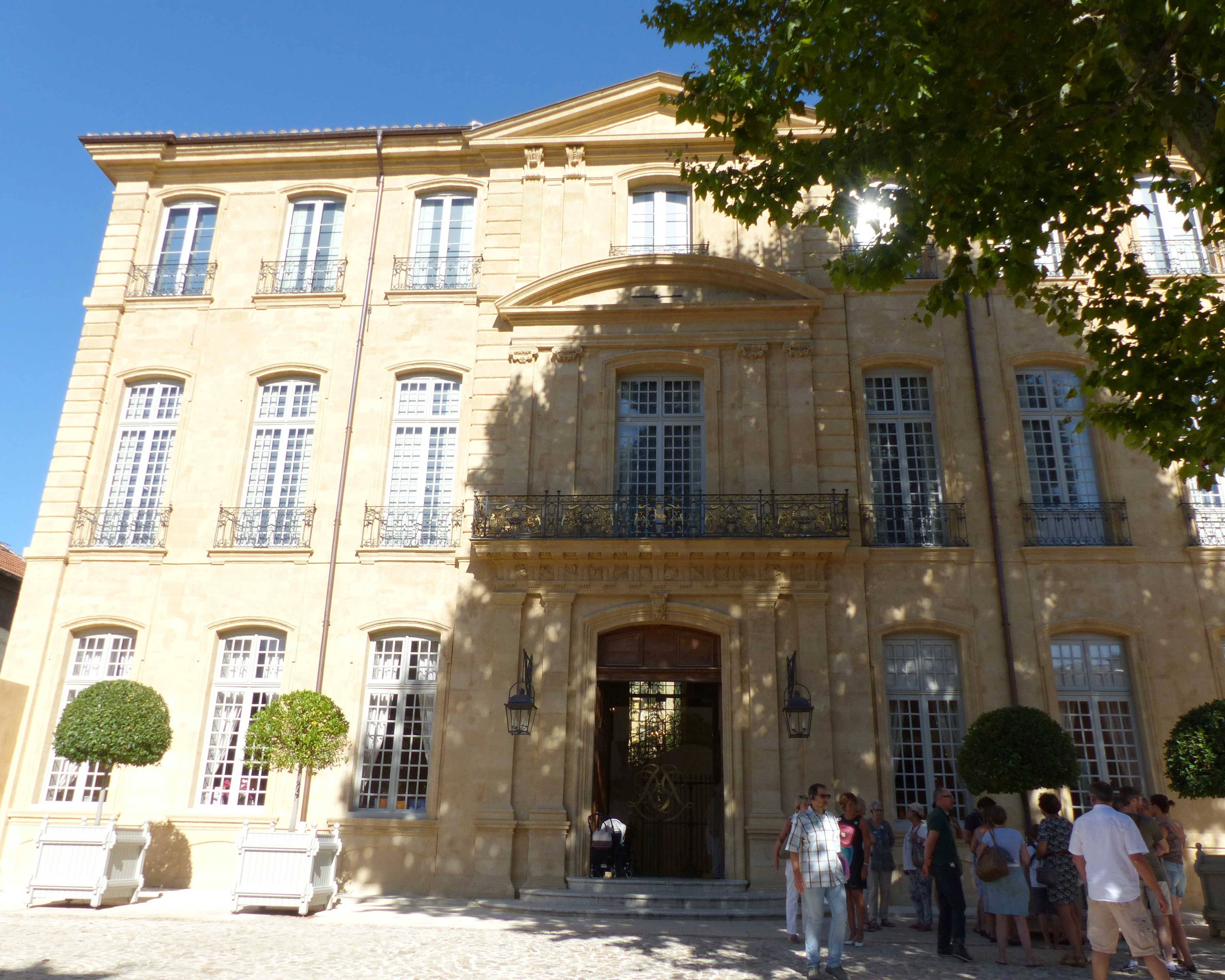
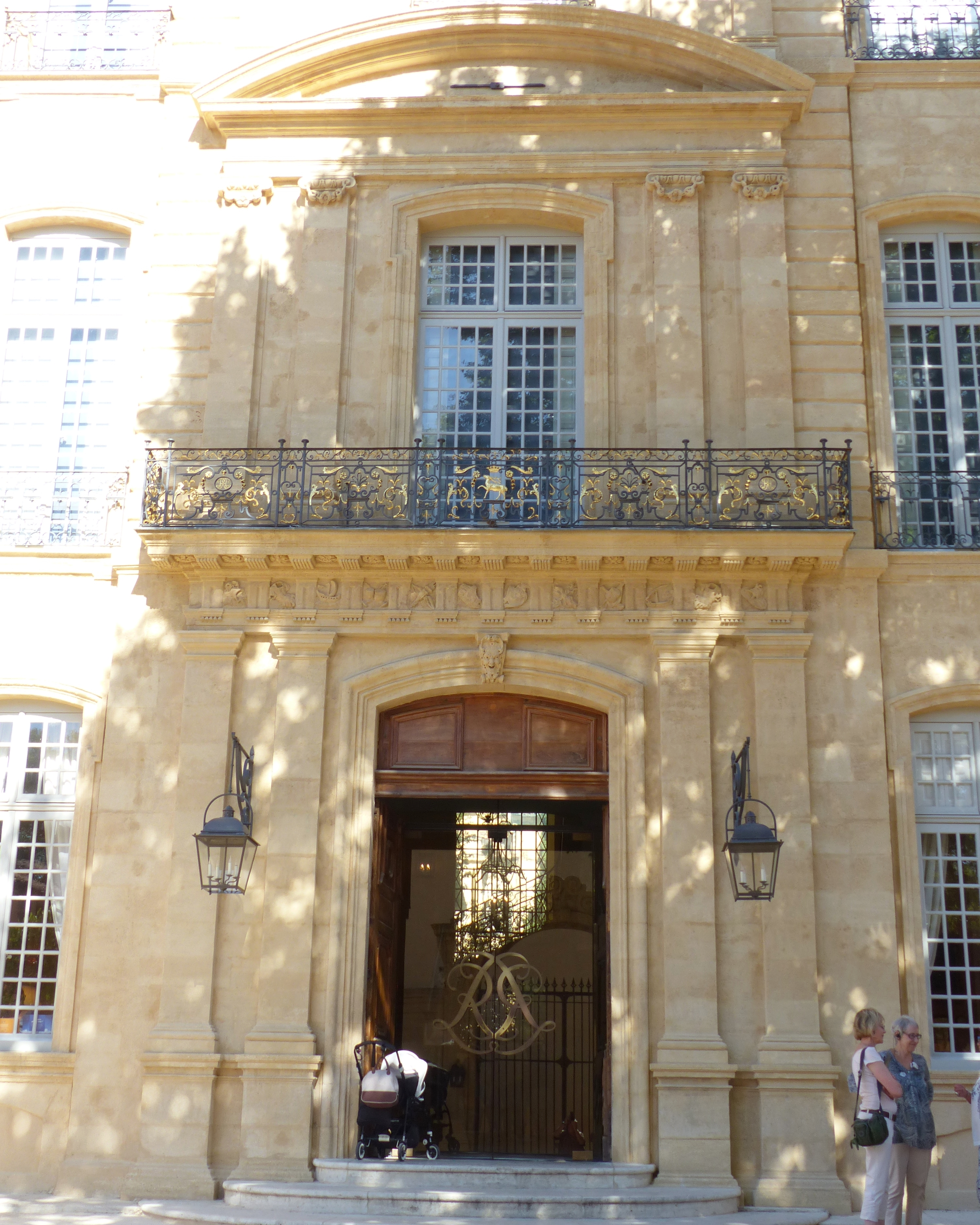
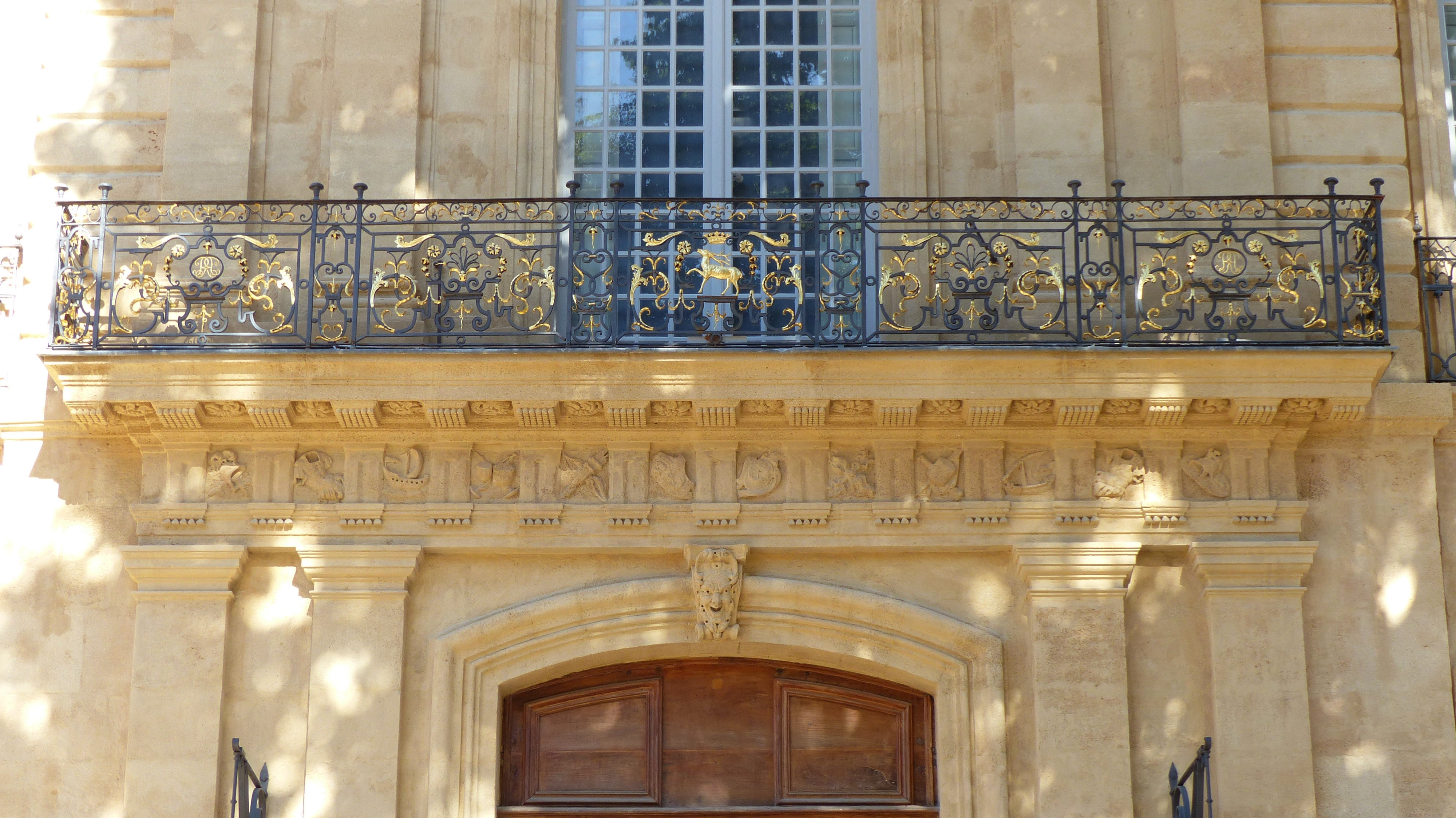
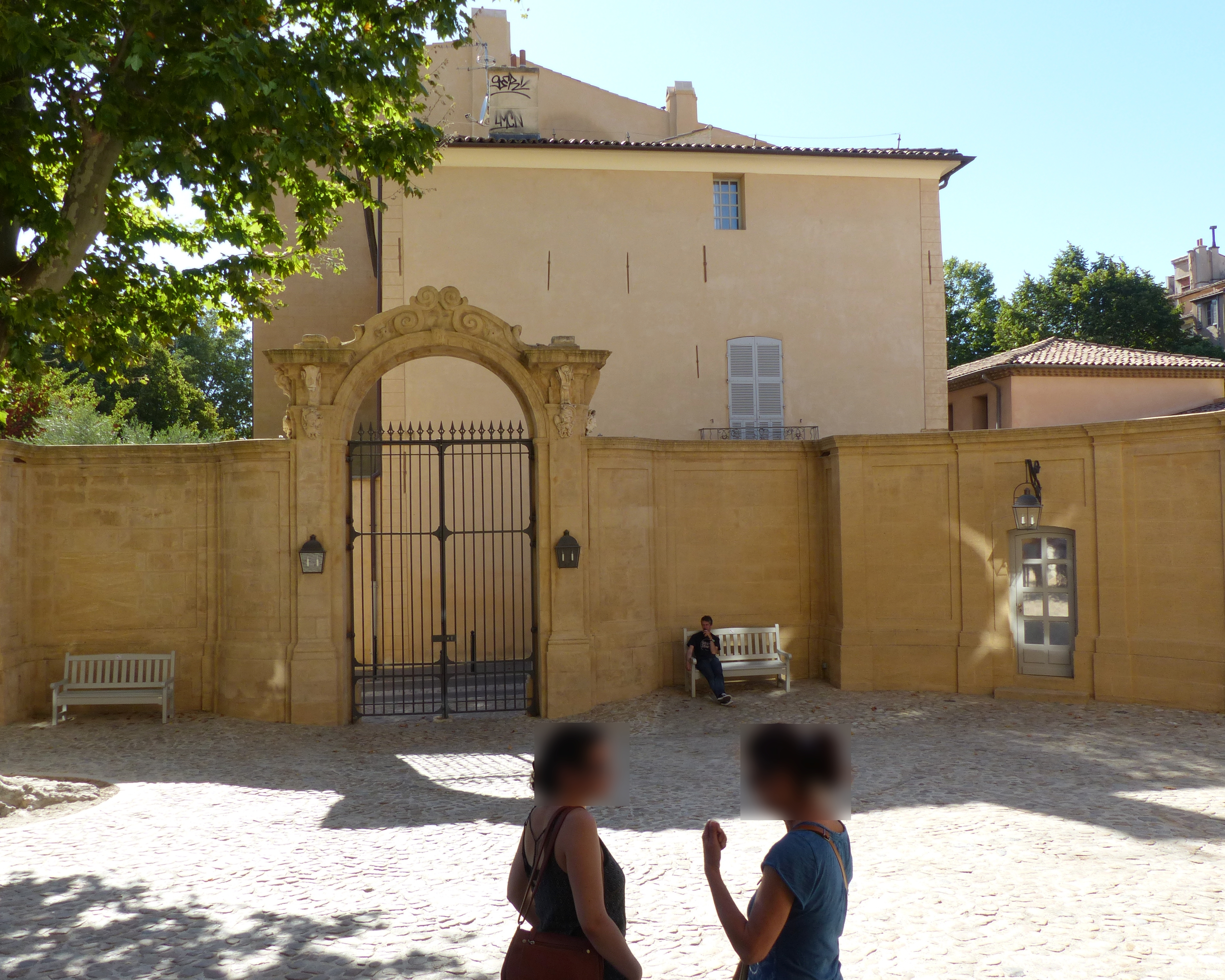
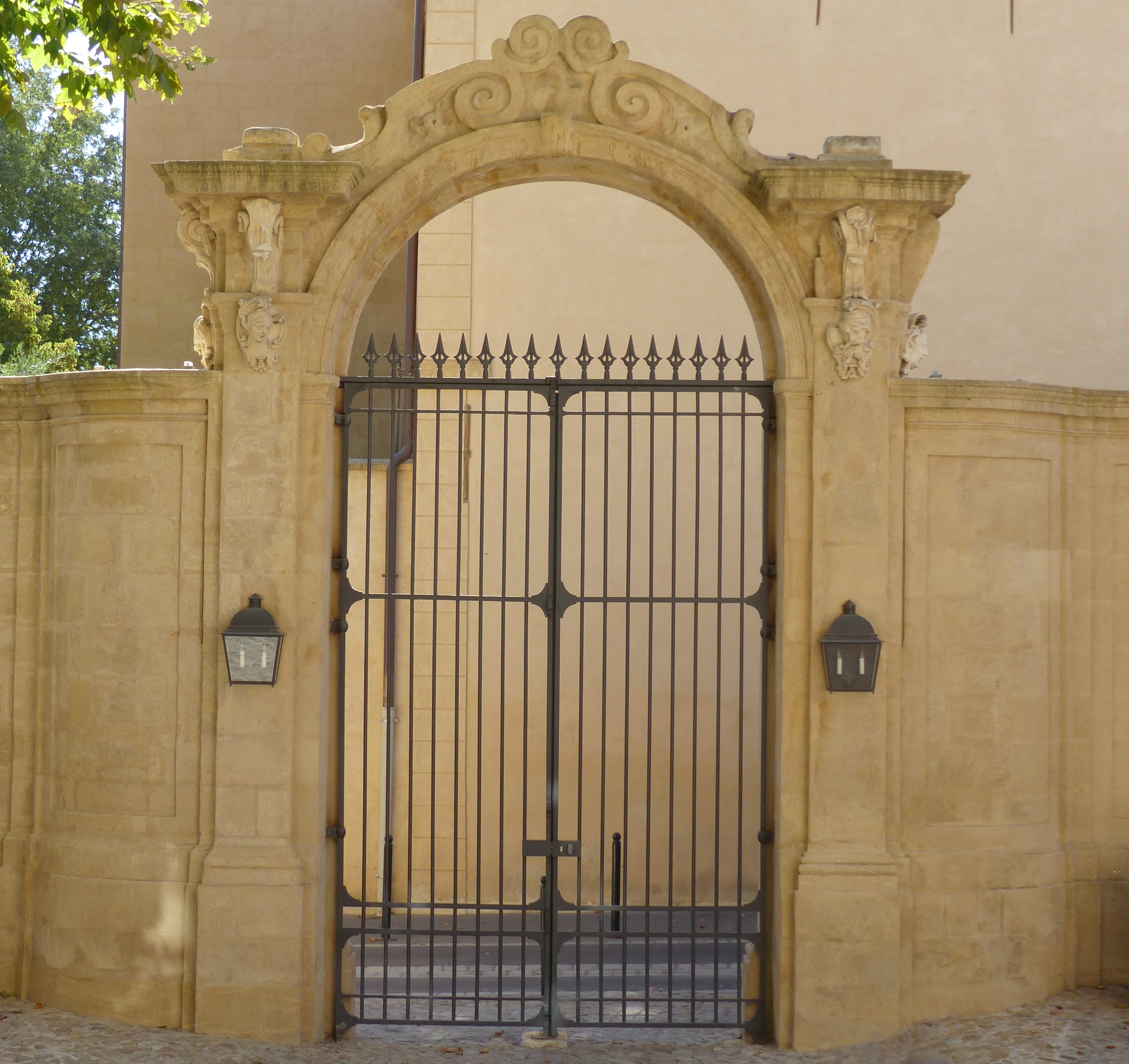

### Interior
Su distribución interior corresponde a la tradicional de las residencias del siglo XVIII.

#### Subsuelo
Consta de una bodega con bóveda de cañón.

#### Planta baja

##### Hall de entrada
Su suelo está compuesto por pavimento en alternancia de baldosas cuadradas, mármol blanco y mármol negro, da servicio a varias estancias. En su lado izquierdo está flanqueado por una escalera con barandilla de hierro forjado realizada por el cerrajero Raynaud en 1722, con volutas y entrelazados donde se insertan medallones ovalados adornados con la letra "R". El hueco de la escalera está flanqueado por dos atlantes que soportan la viga principal del primer rellano. Sus miradas se invierten, el primero que tiene los rasgos marcados por el tiempo, mira hacia la escalera, el otro más joven, mira hacia afuera. Estas dos obras son de Honoré Gastaud y Esprit Routier. Están separados por un mascarón con las armas de los Bruny.
En una esquina hay una fuente típica de las mansiones de Aix, que consiste en una pila de mármol, coronada por un jarrón decorativo. Los Réauville instalaron tuberías para suministrar agua corriente a su casa en 1743.

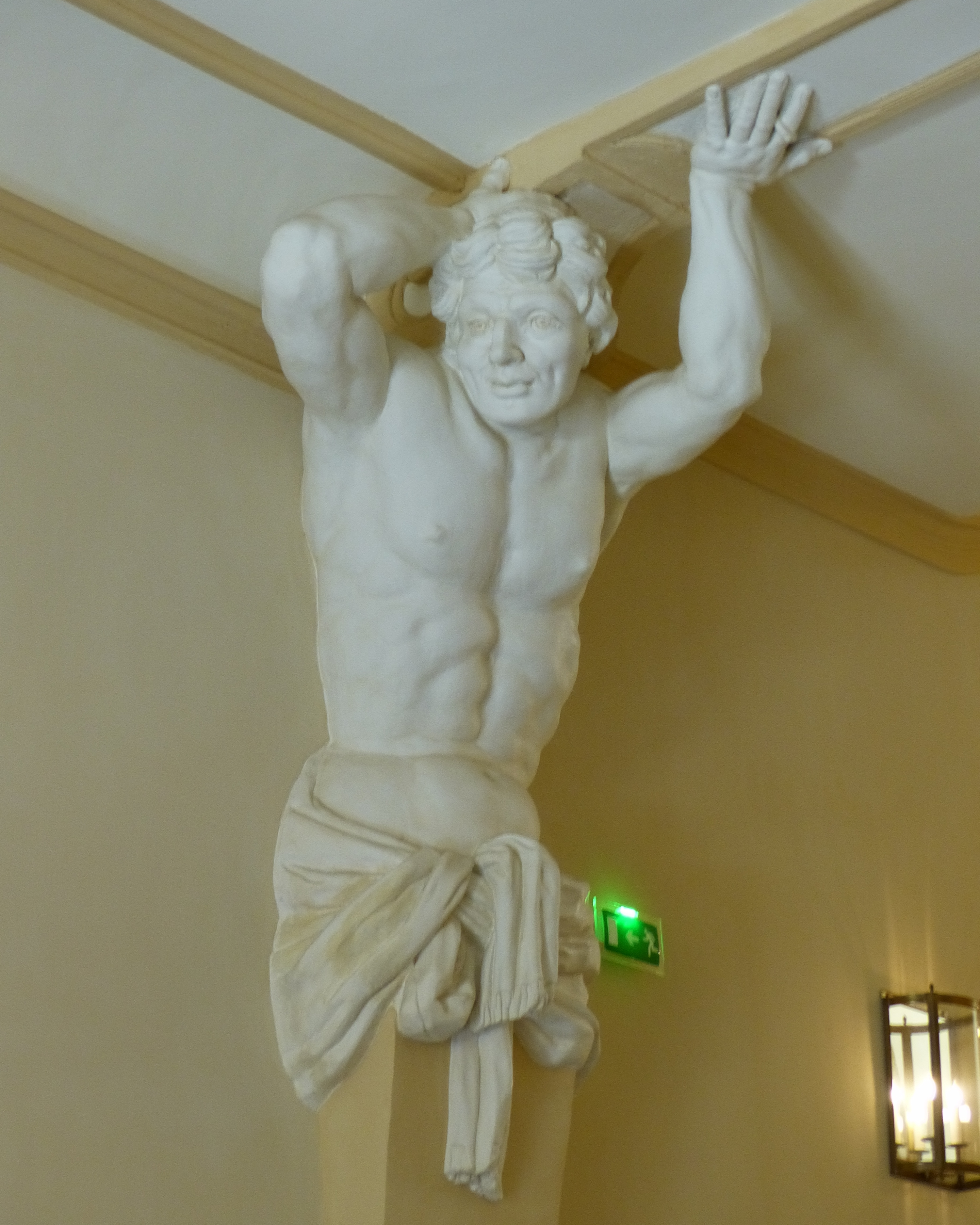
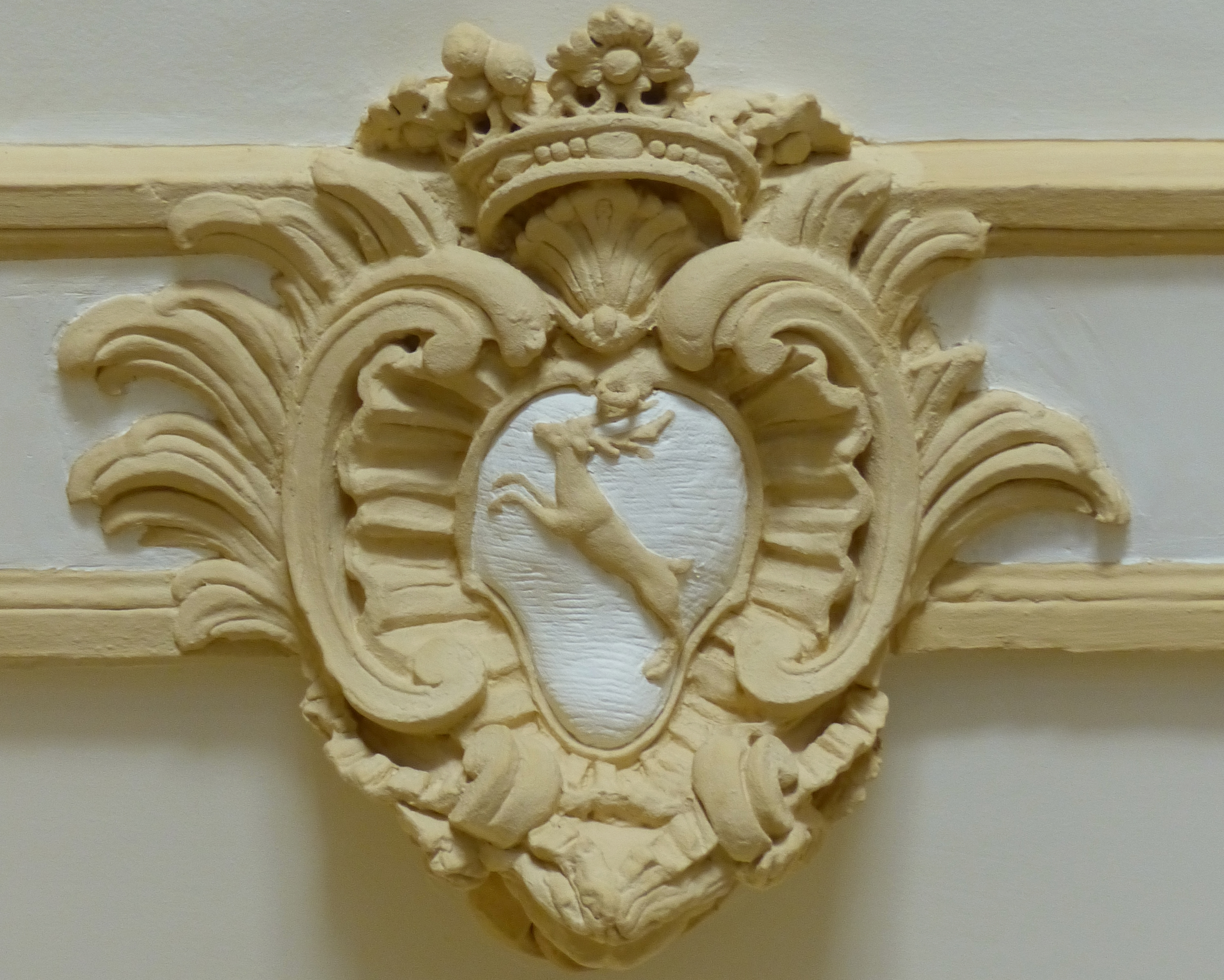
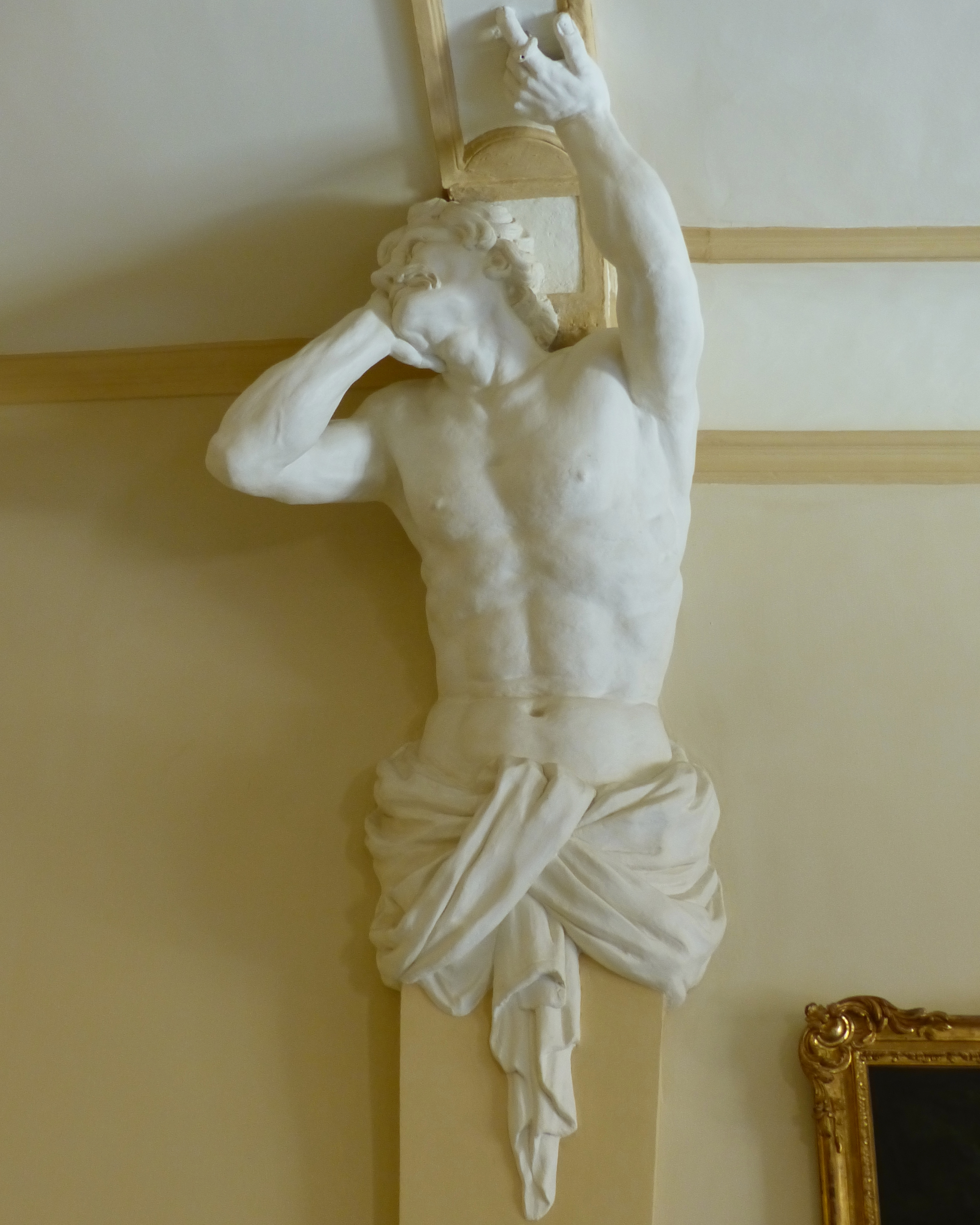
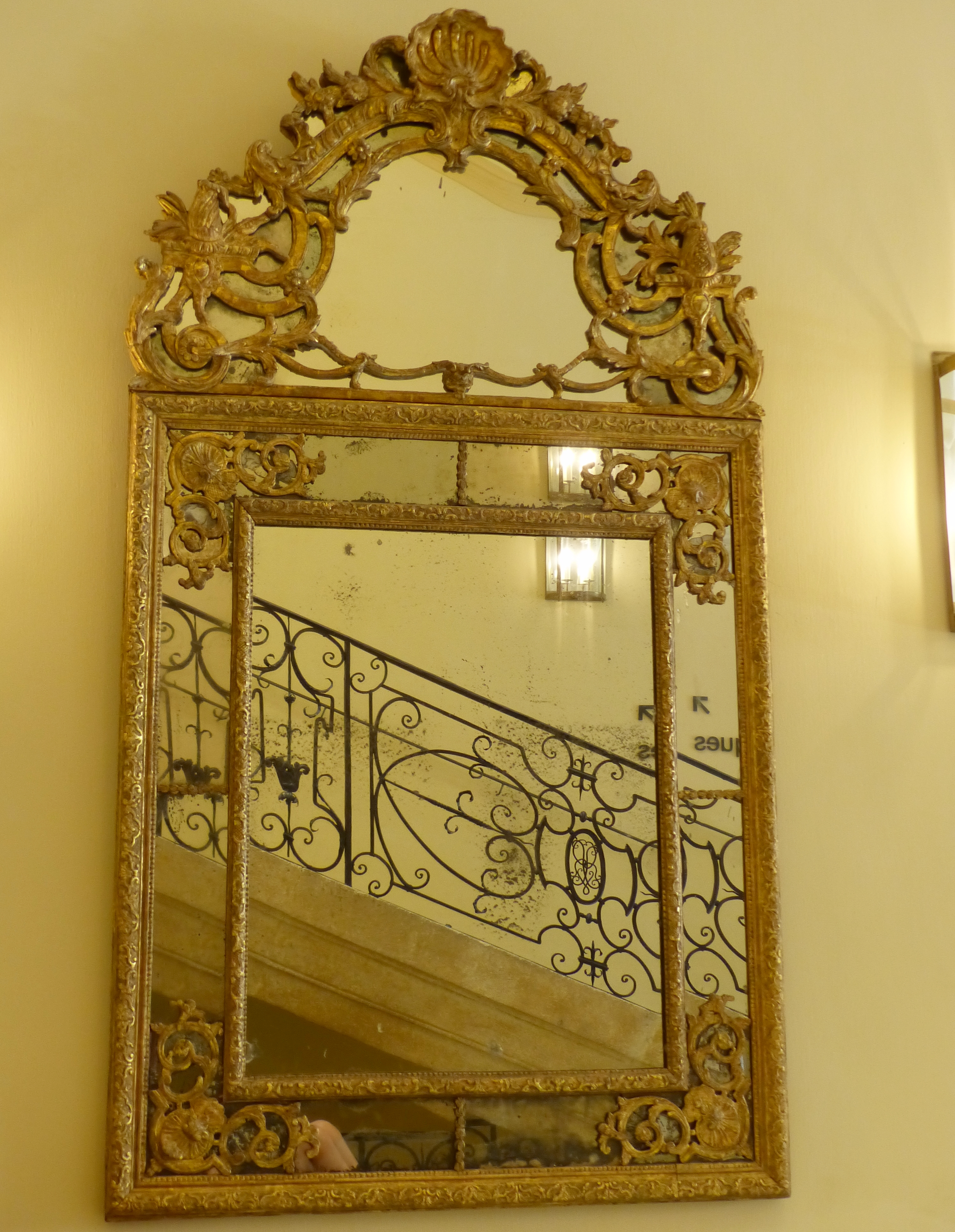
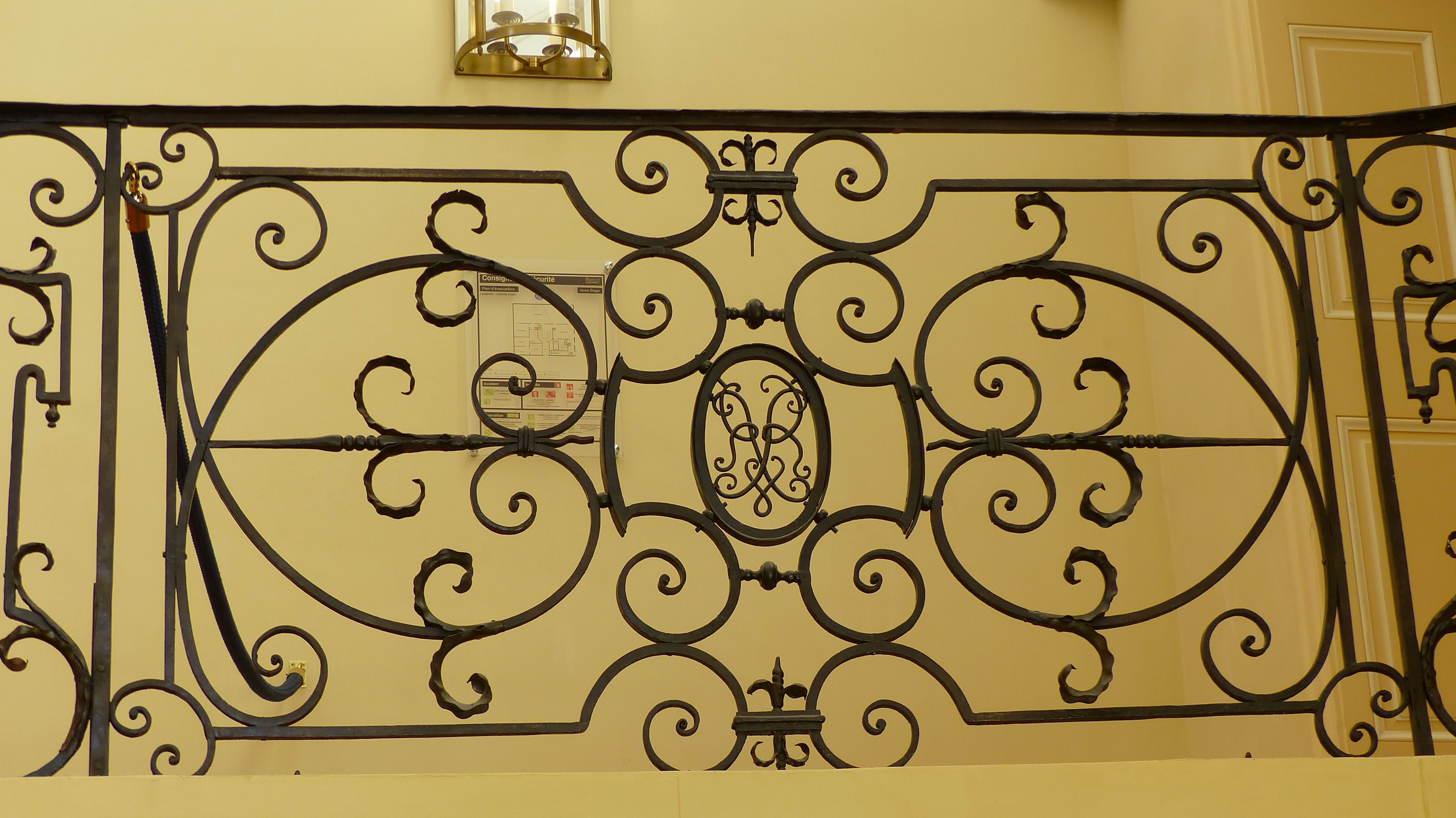
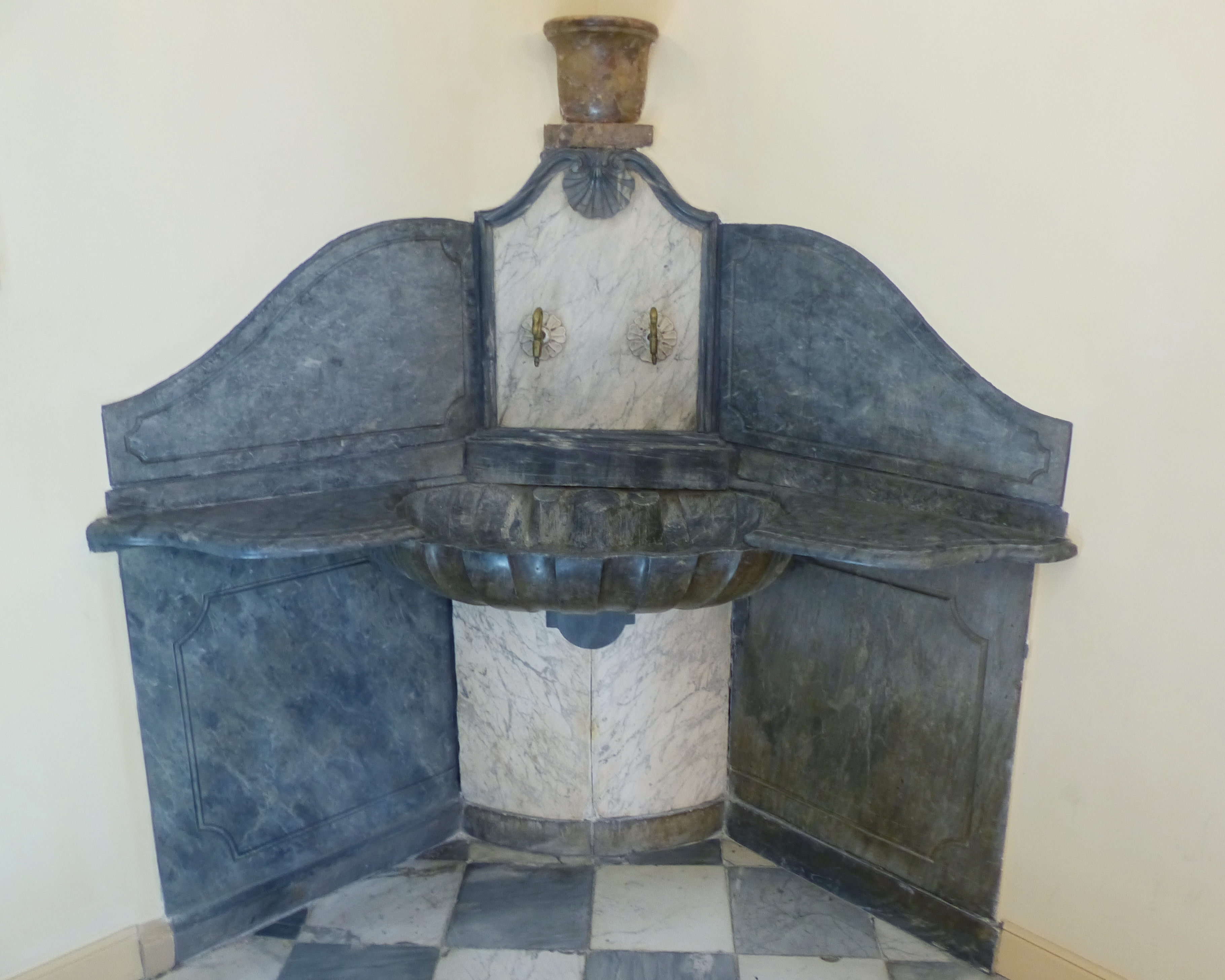

##### Tienda
Estas dos habitaciones contiguas se encuentran a la izquierda de la escalera.

##### Salón putti
Primera habitación al entrar a la derecha de las escaleras, ha conservado el encanto y la atmósfera de los interiores antiguos. Esta pieza está dedicada a Venus, diosa del amor. Está decorado con yeserías que representan personajes mitológicos. Conserva muebles del siglo XVIII, como un sofá de riñón en estilo Luis XV, una mesa bouillotte de caoba y latón, una consola de media luna en madera tallada, un gran espejo Regencia, un retrato de una mujer joven del séquito de Sebastiano Bombelli,, de hacia 1720.

##### Salón des Rinceaux
Habitación decorada con yeserías como las demás, es en tono azul claro. Allí se escenifican las cuatro virtudes cardinales, los putti, los dragones, la Templanza, la Prudencia, la Fuerza y la Justicia. Hay una consola curva en roble tallado y calado con su parte superior de mármol rojo brecha de Languedoc, una pintura anónima que representa a Júpiter y Leda, un Pan y Siringe XVIII. siglo, un Retrato de María Antonieta leyendo y un Retrato de la Marquesa de Pompadour, un par de candelabros de bronce dorado en estilo Regencia.

##### Salón Chino y la Gran Galería
Las decoraciones de yeserías presentan amorcillos y los dioses del Olimpo, así como una alegoría de la Abundancia. La gran galería ofrece una hermosa vista del jardín. Era el lugar donde el dueño de la casa recibía a sus invitados antes de salir a los jardines. Ramo de flores sobre un entablamento, siglo XVII, se atribuye a Pieter Hardimé.

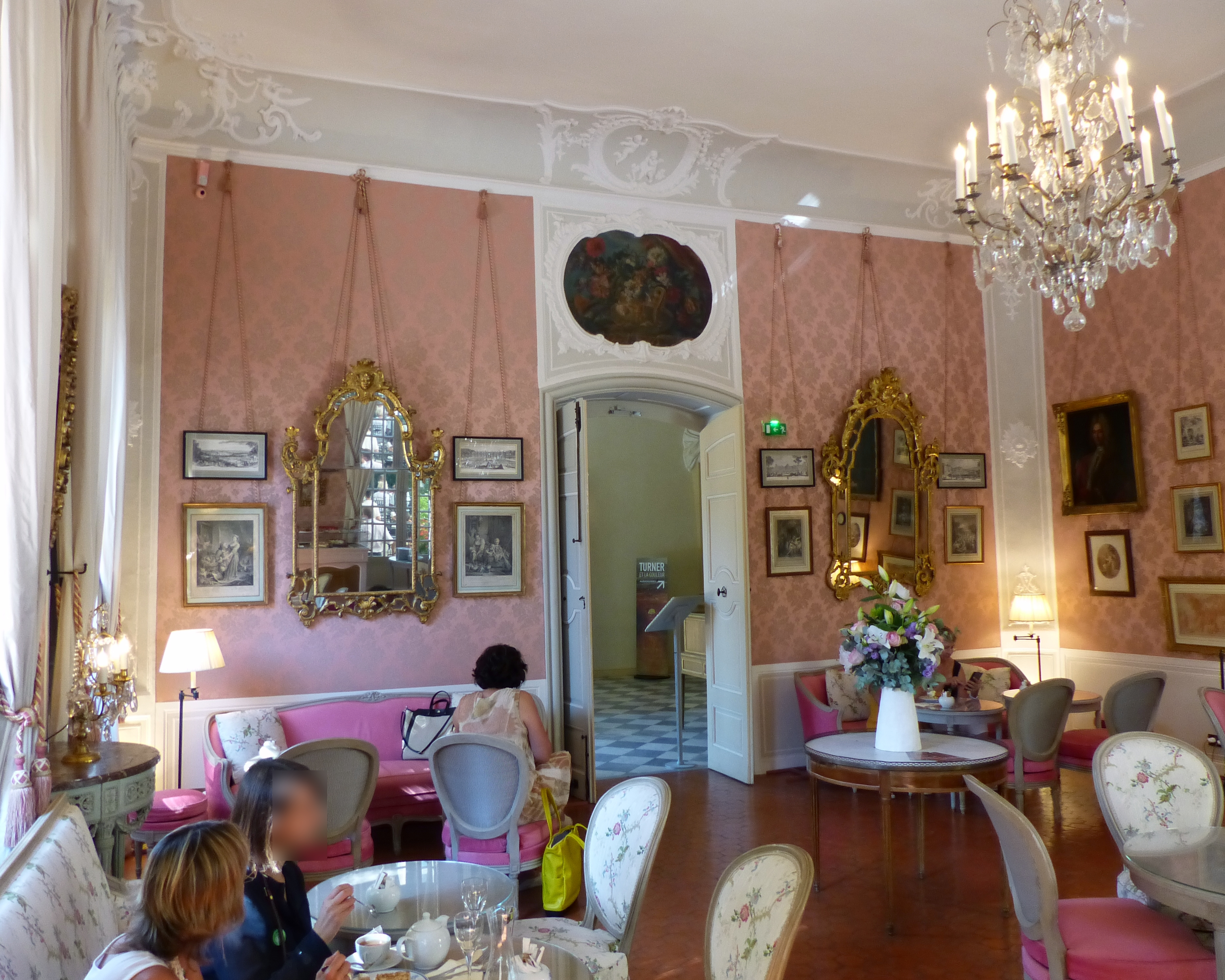
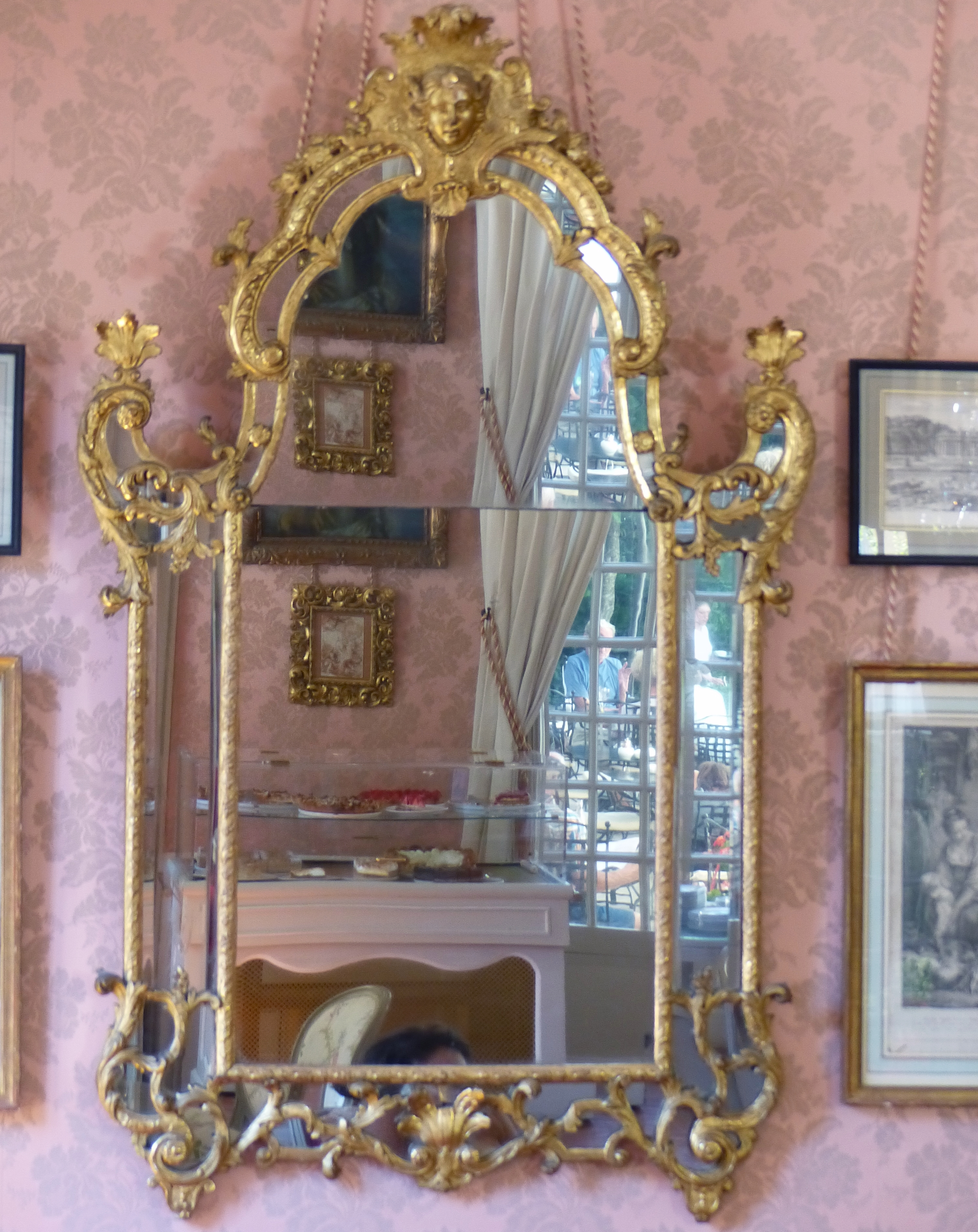
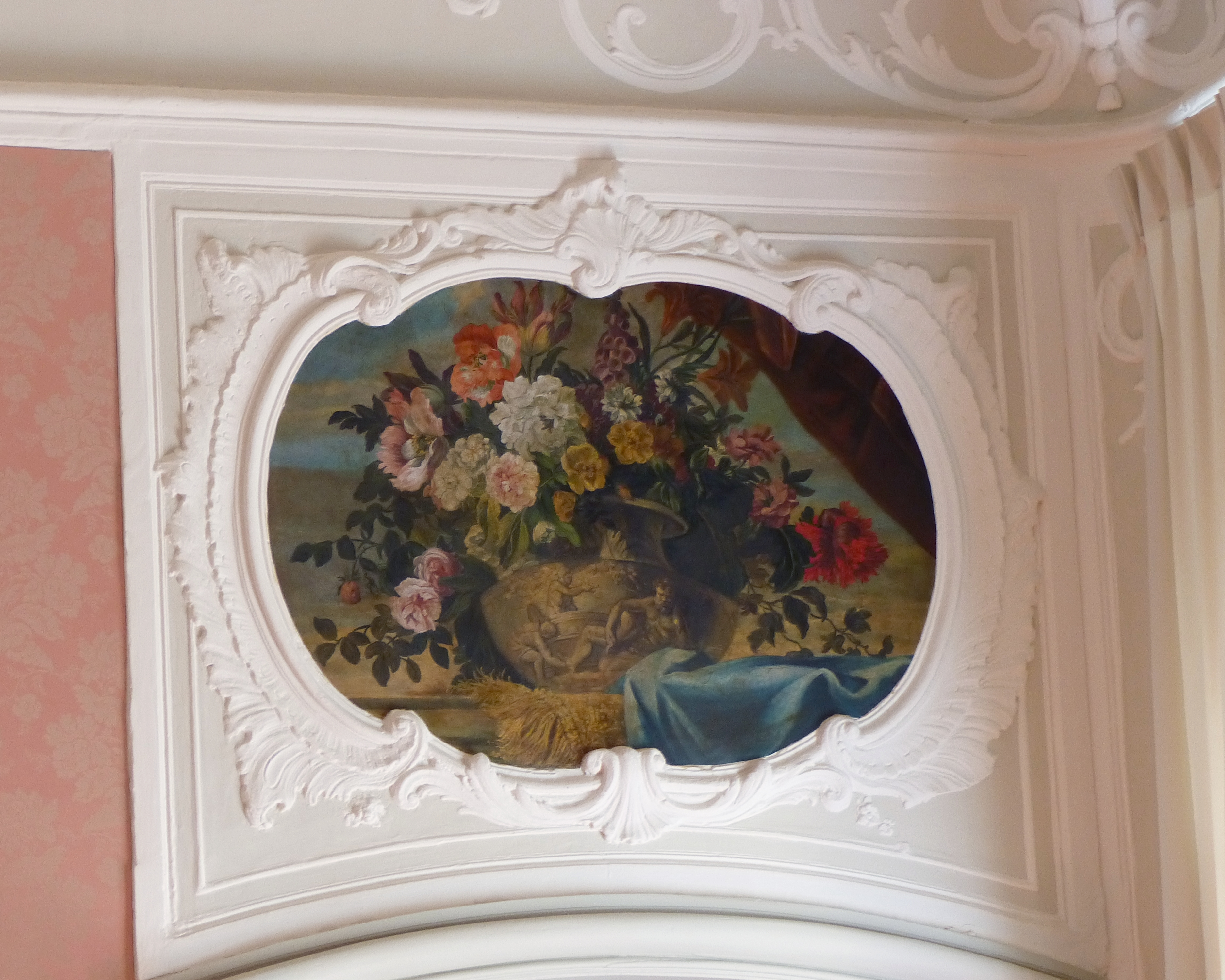
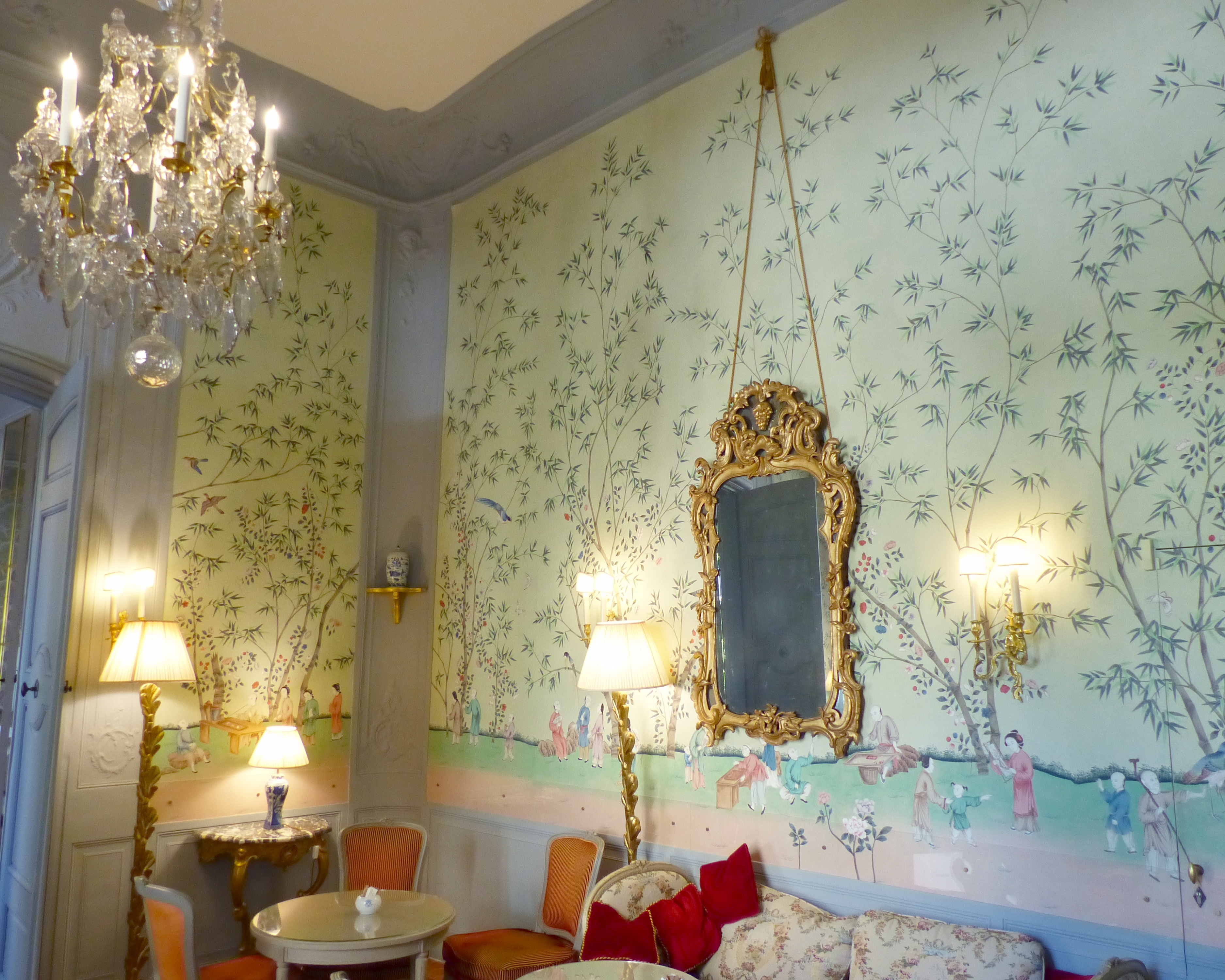
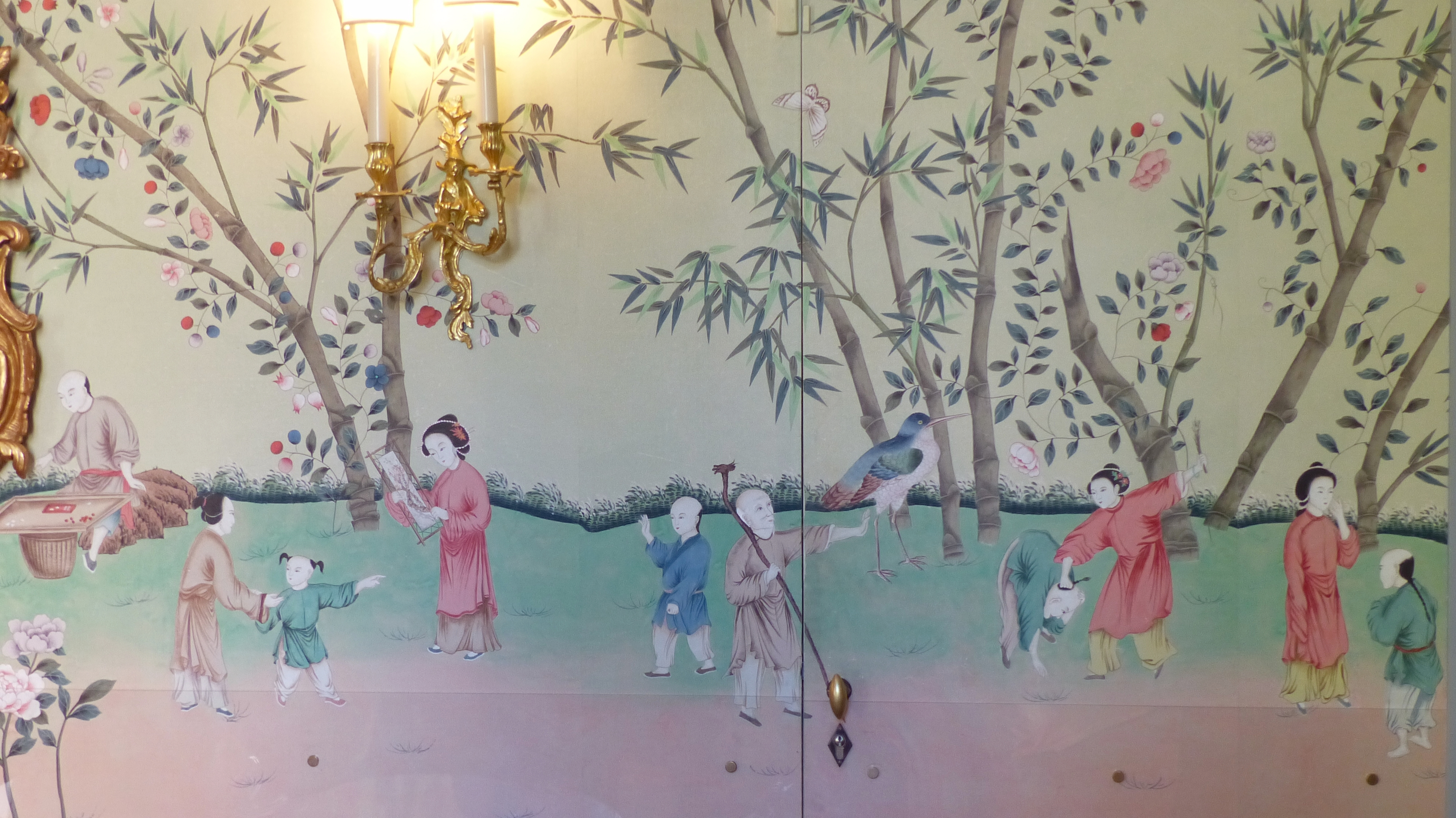
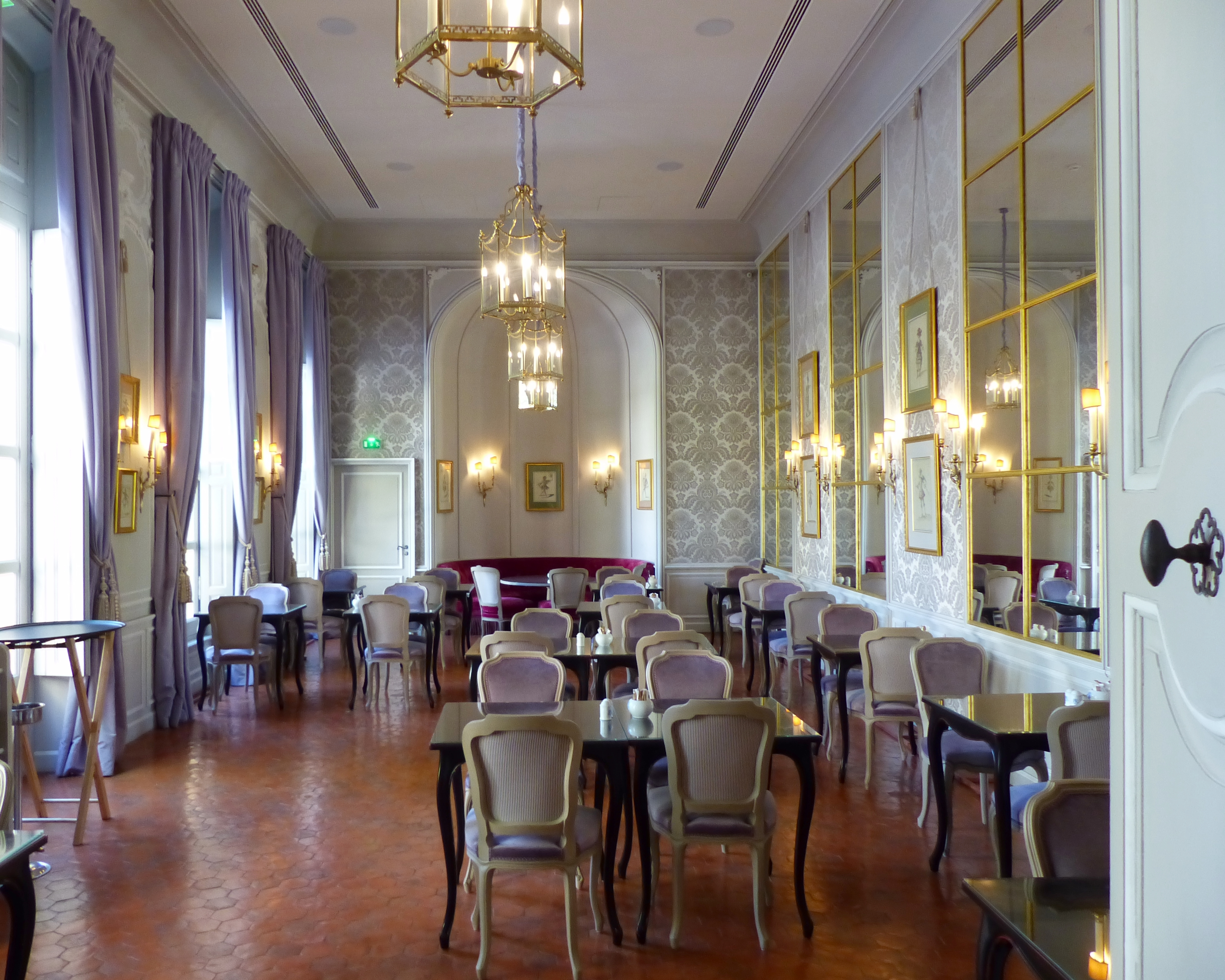

#### El primer piso

##### La sala de música
Esta sala está considerada como la más bella de la casa, su rica decoración de yeserías doradas, un estuche para clavecín estilo Luis XV, con una mesa de juego y un bingo XVIII XVIII ., sillones con motivos florales, un arpa pintada, un par de candelabros Luis XV en bronce dorado, representaciones de amorcillos y escenas mitológicas.

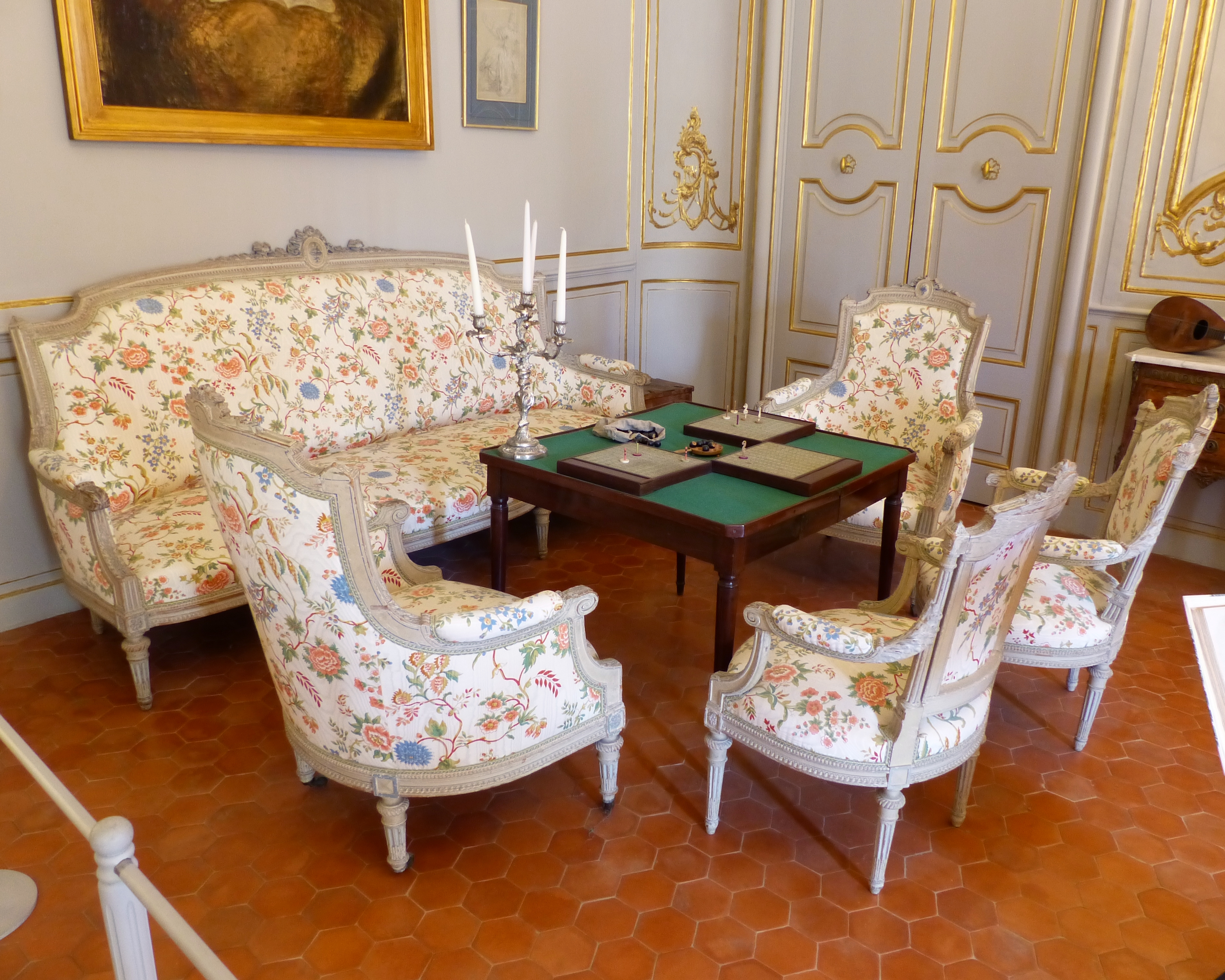
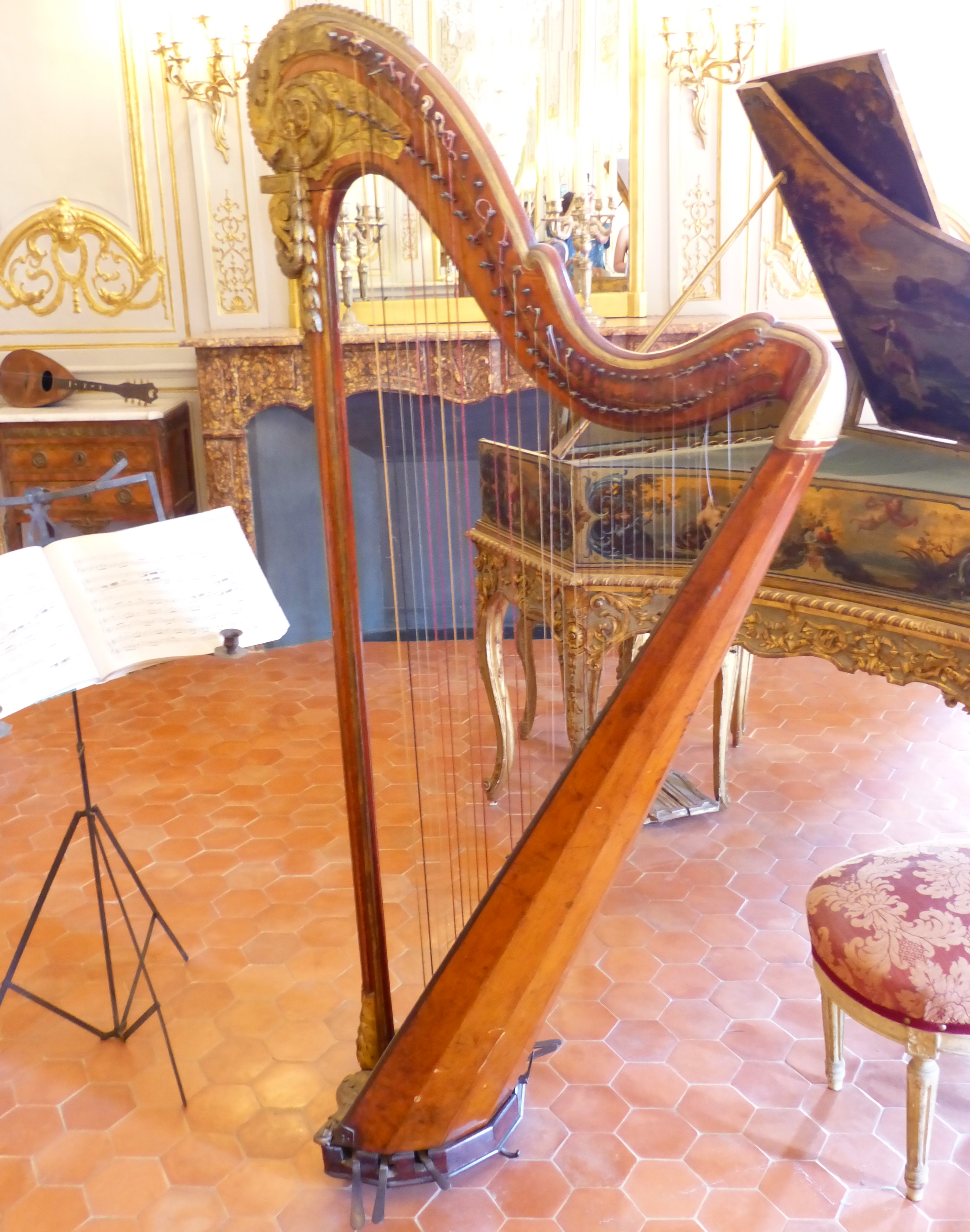
Harpe dite "à pédales"
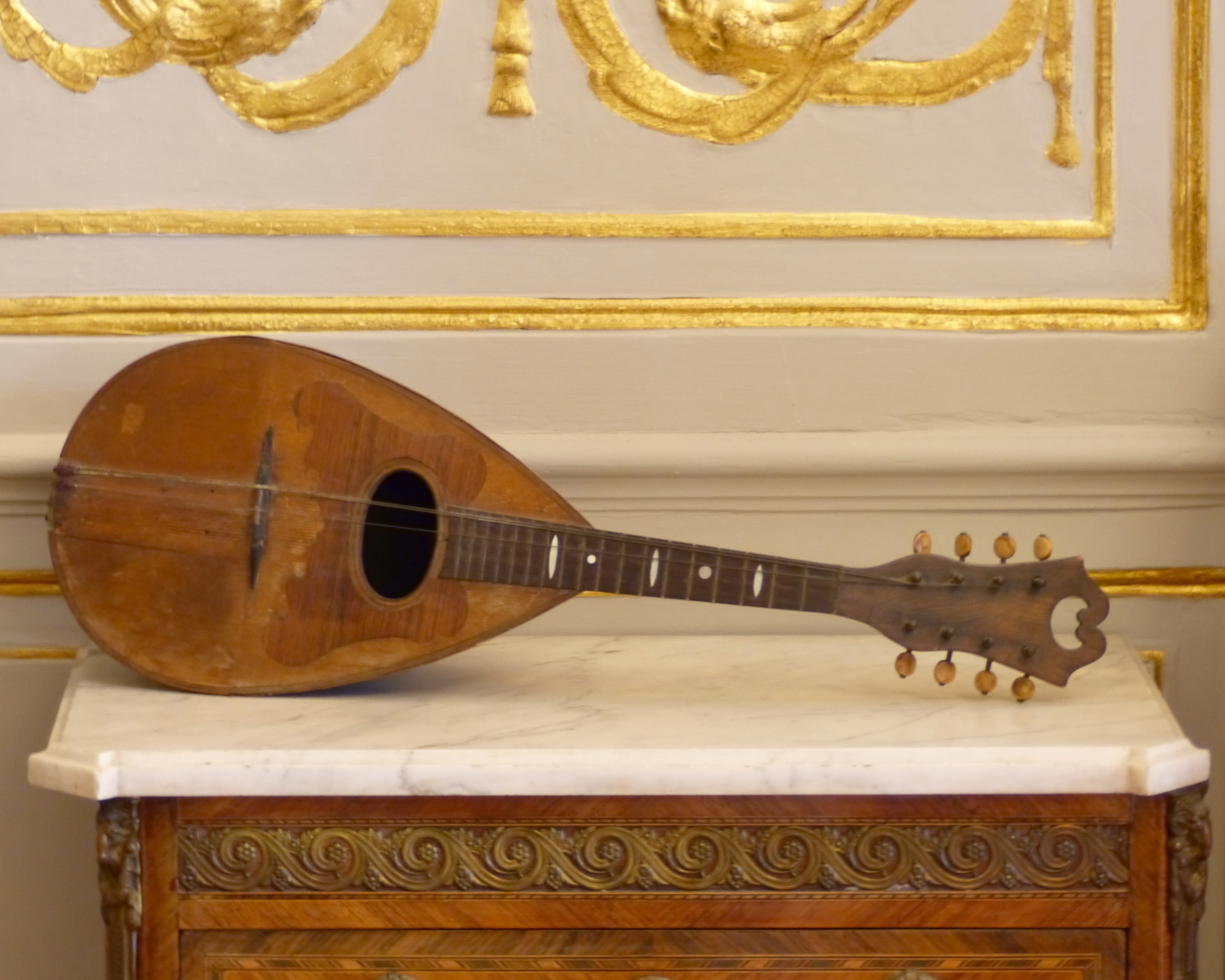
Mandoline napolitaine
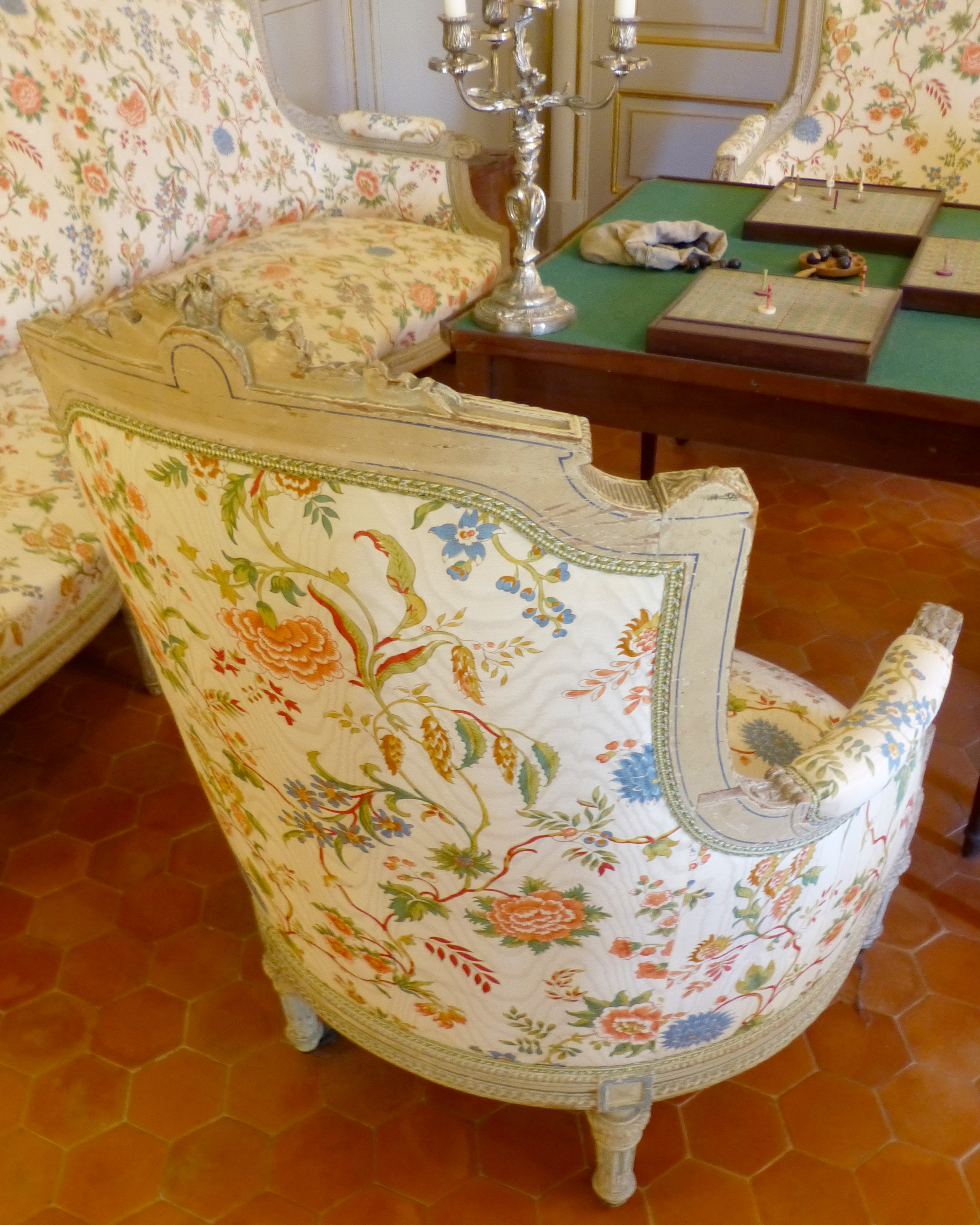
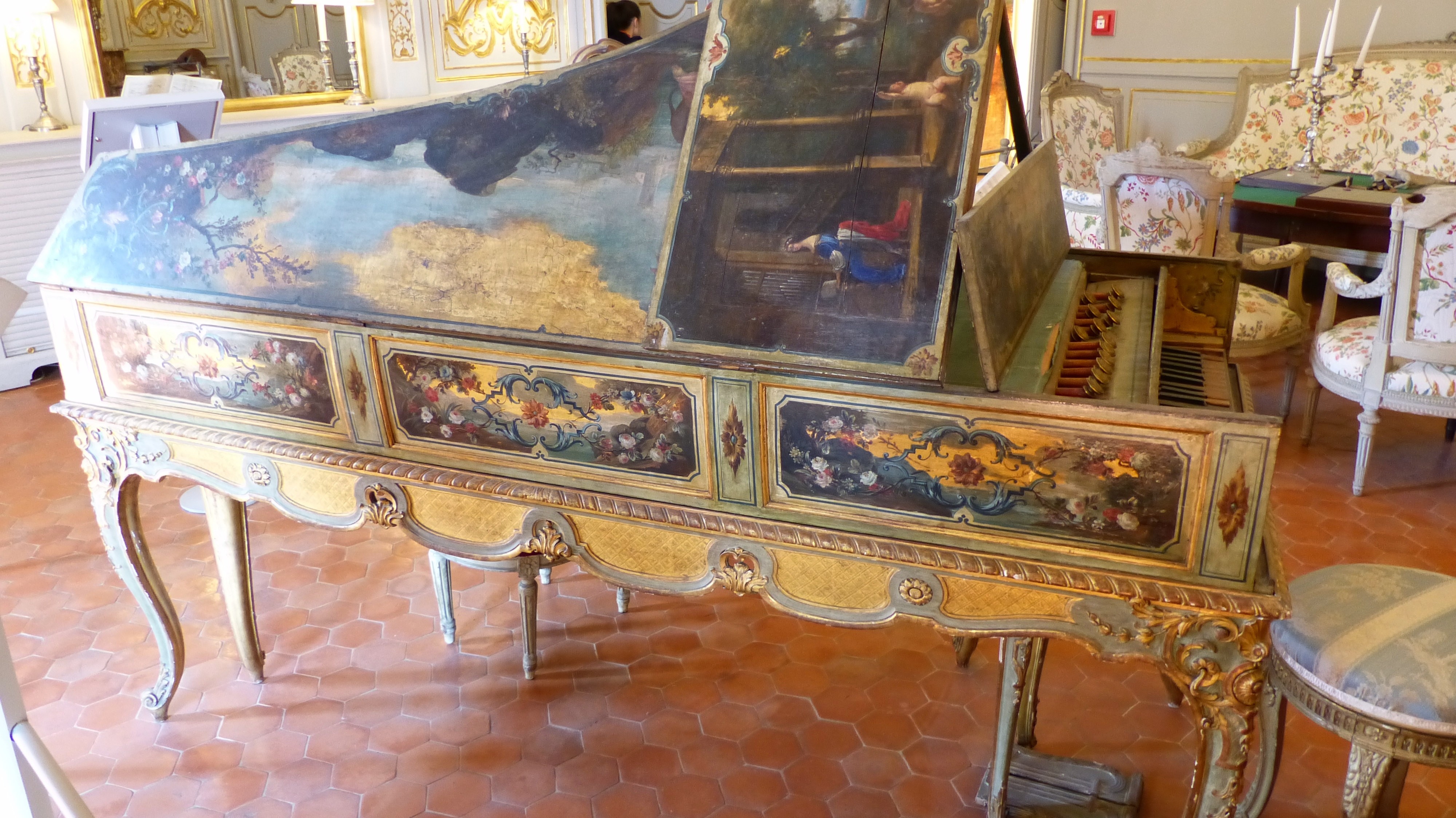

##### Habitación de Paulina

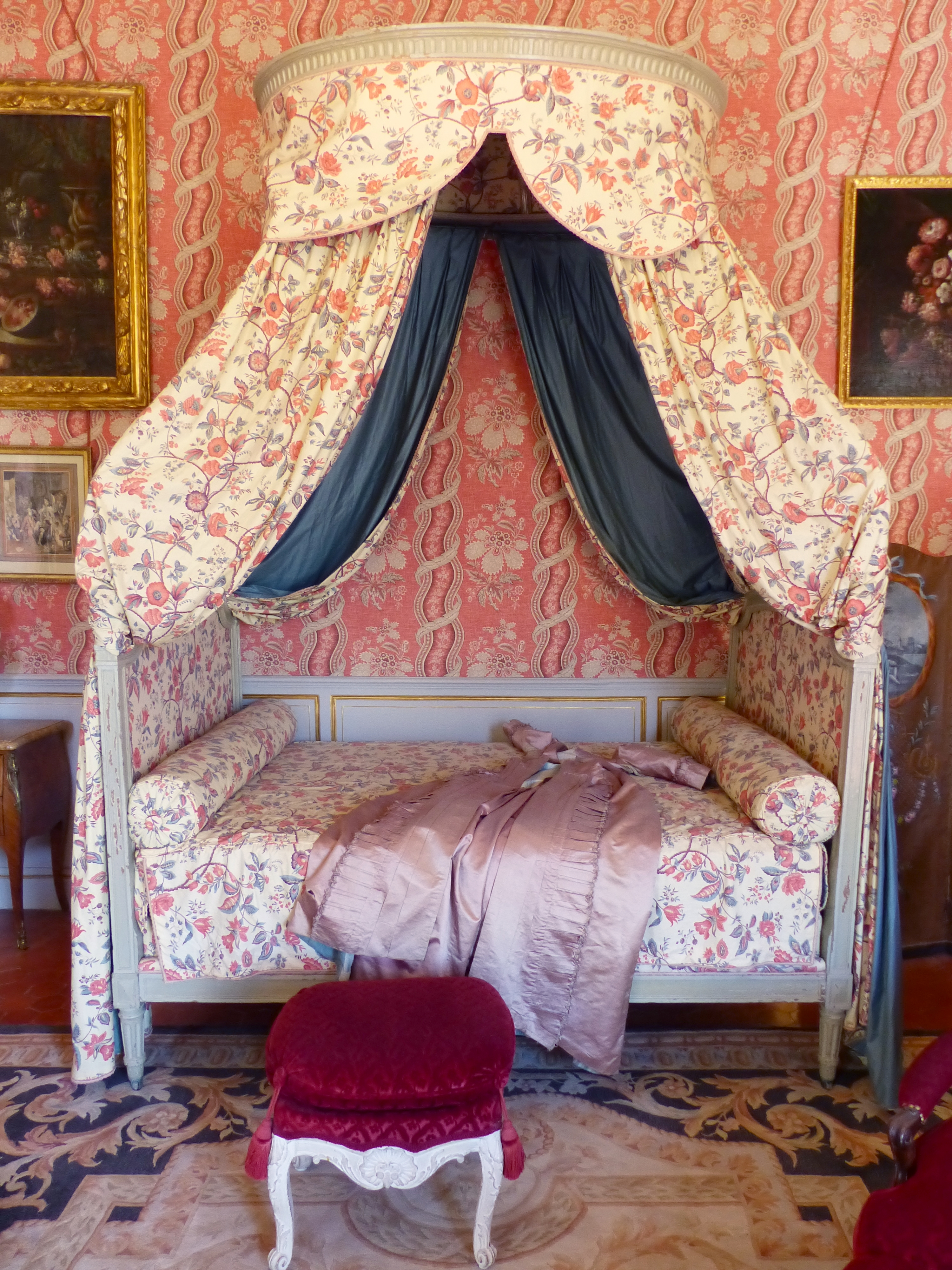
Cama "polaca"
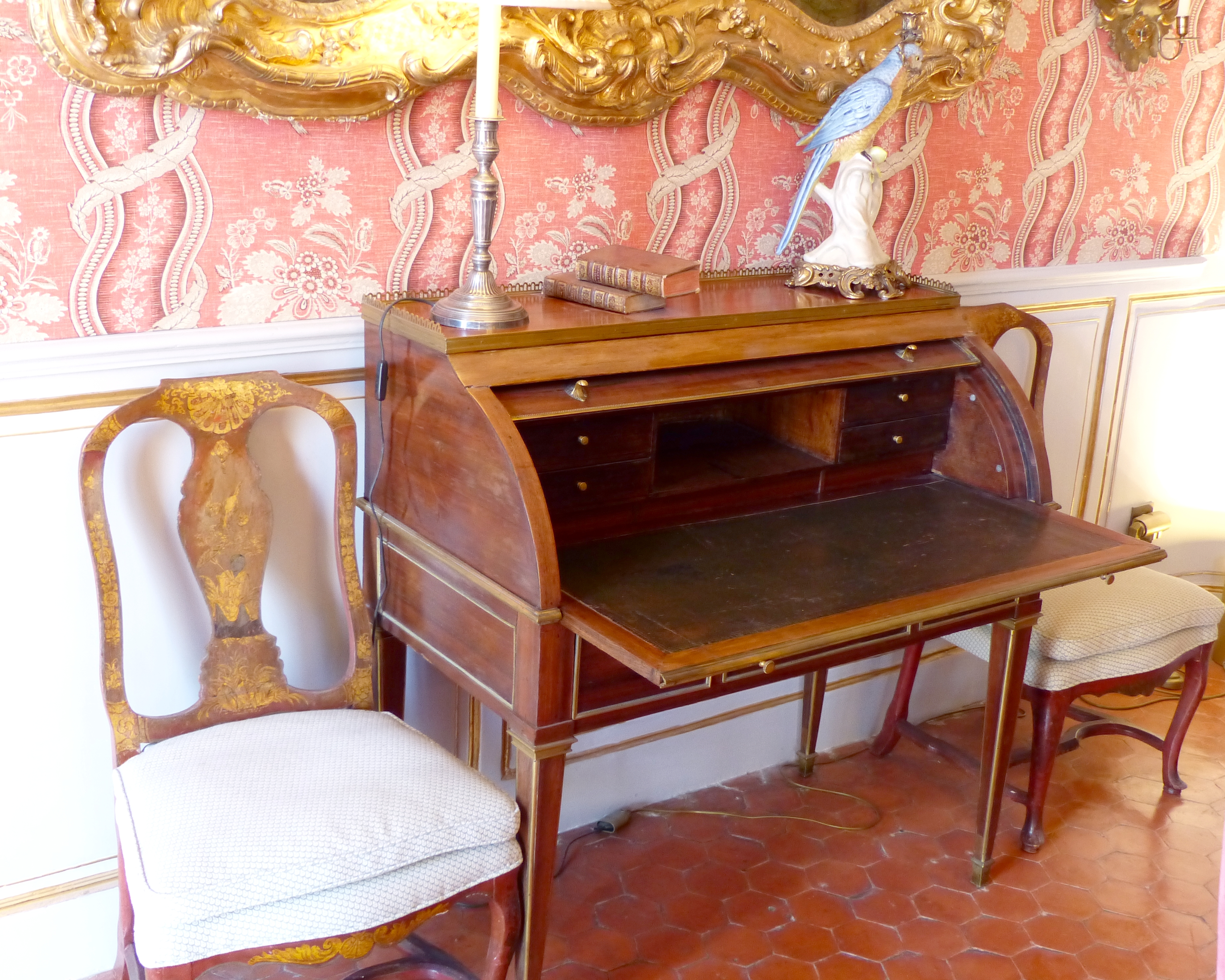
escritorio cilindro
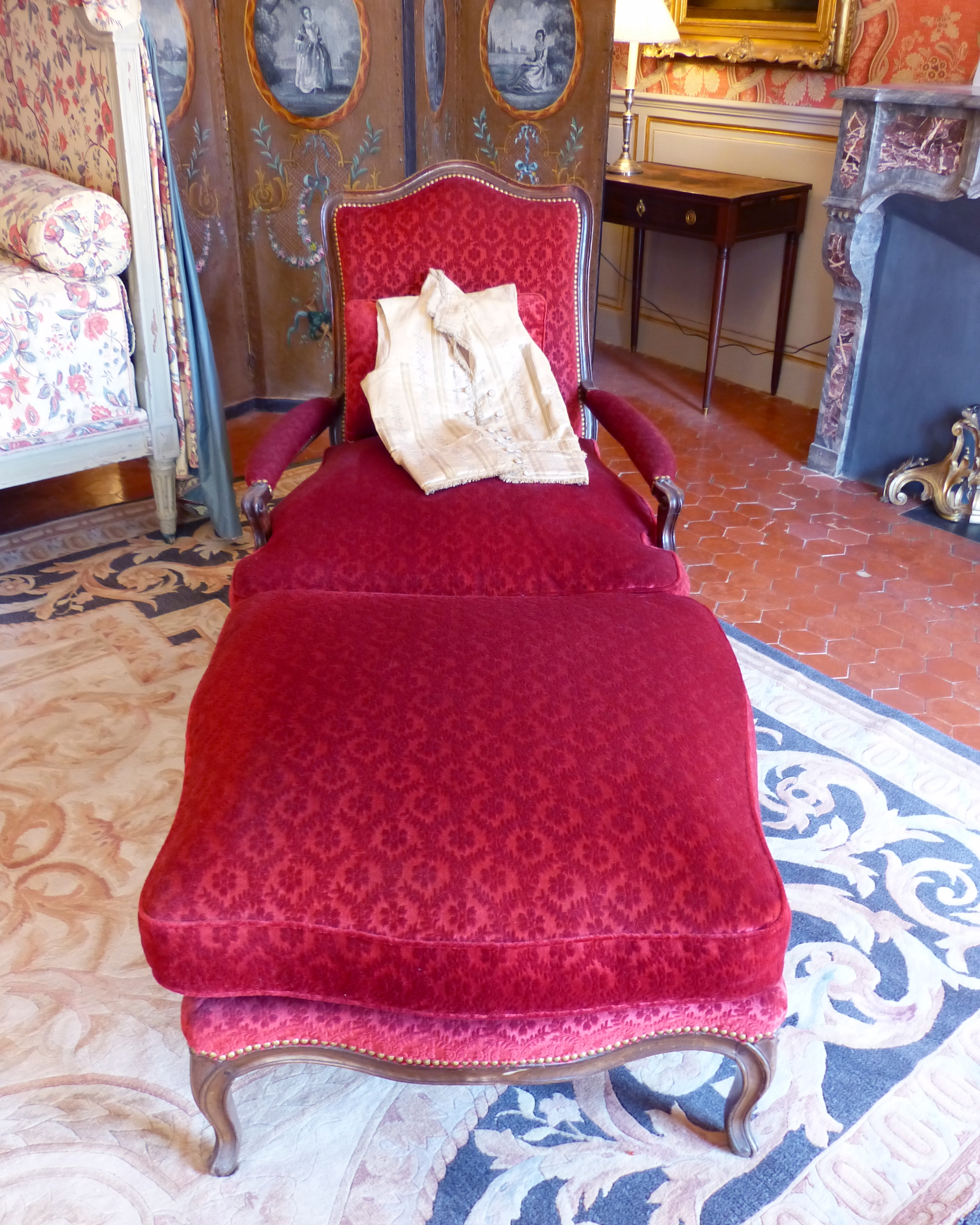
Duquesa rota de 2 elementos
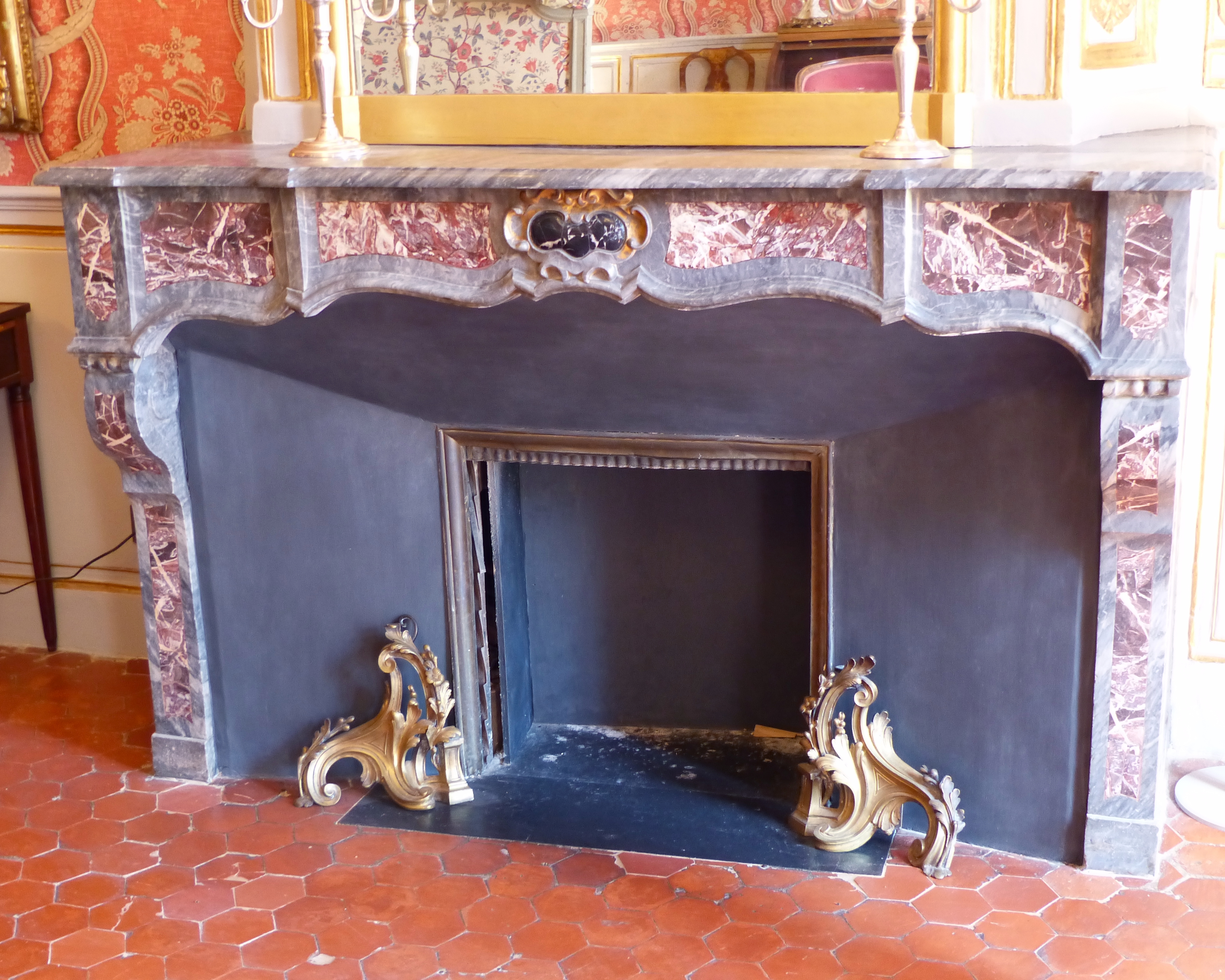
Chimenea de mármol
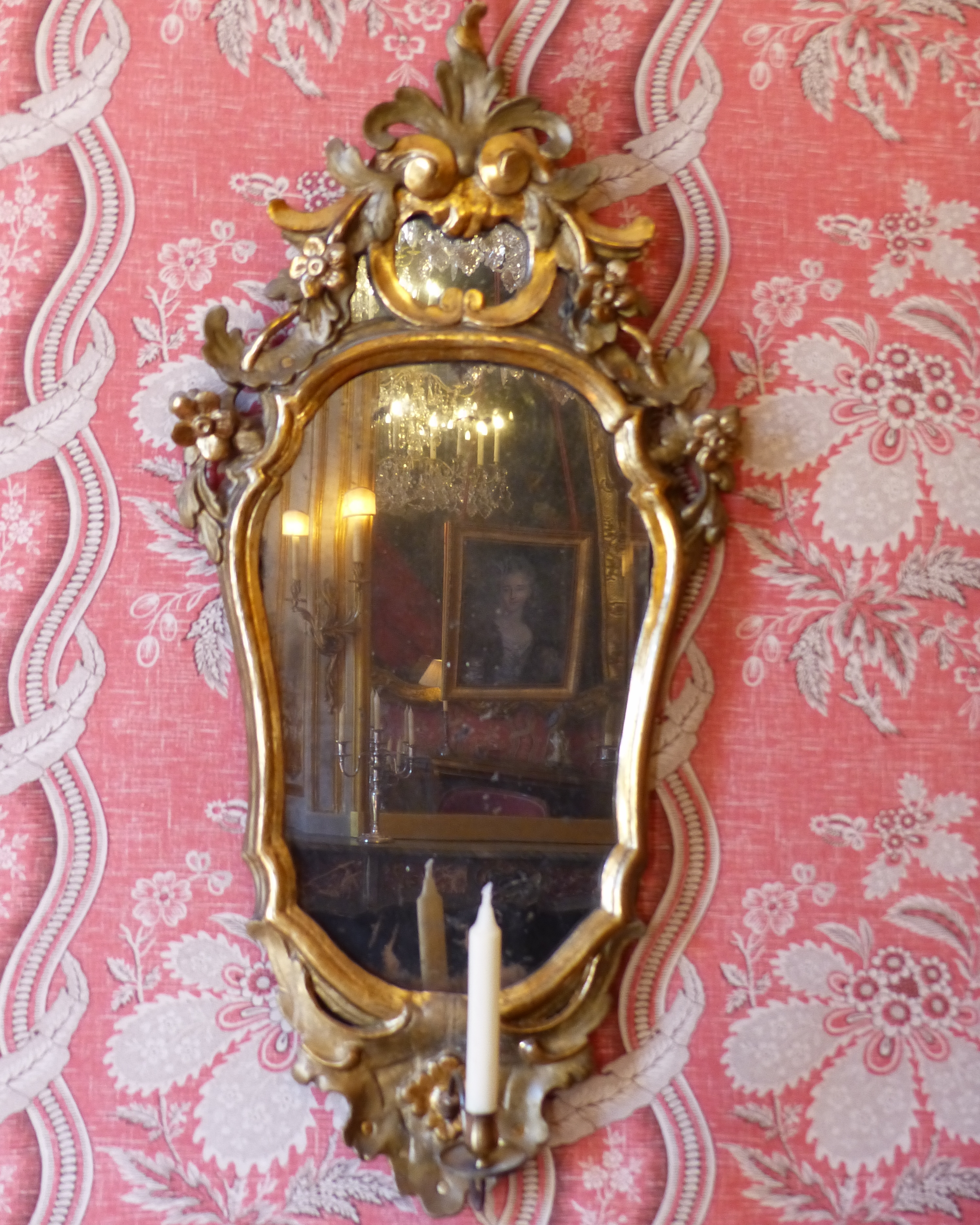
Lámpara de pared Luis XV

Esta pieza evoca la juventud de esta mujer considerada una de las más bellas del país. Hay un escritorio con tapa enrollable y una cama polaca. La decoración es de estilo rococó, con figuras de monos orientales y angelotes jugando con guirnaldas de flores. Una mesa velador con cantimplora de caoba, bronce y mármol blanco, una pastora y una duquesa rota de la época Luis XV, un par de candelabros de la misma época en bronce dorado, y en las paredes, Artémise atribuida a Antoine Rivalz, Mujeres en el baño de Caspar Netscher, y frente al gran espejo que cuelga sobre la chimenea de mármol gris y rosa, un retrato anónimo de Pauline, duquesa de Caumont (hacia 1785). La decoración es de yeserías doradas.

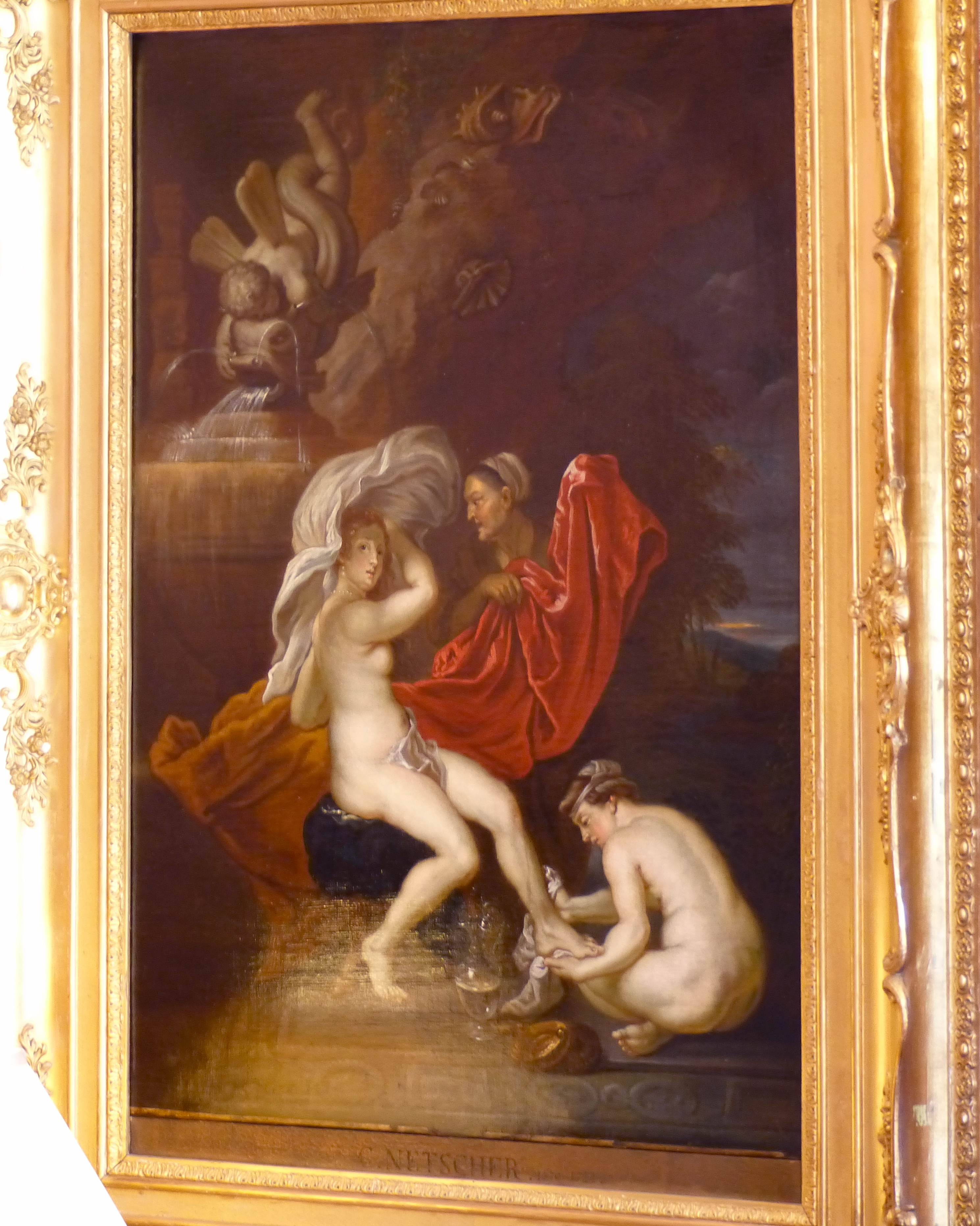
Mujeres en el baño de Caspar Netscher
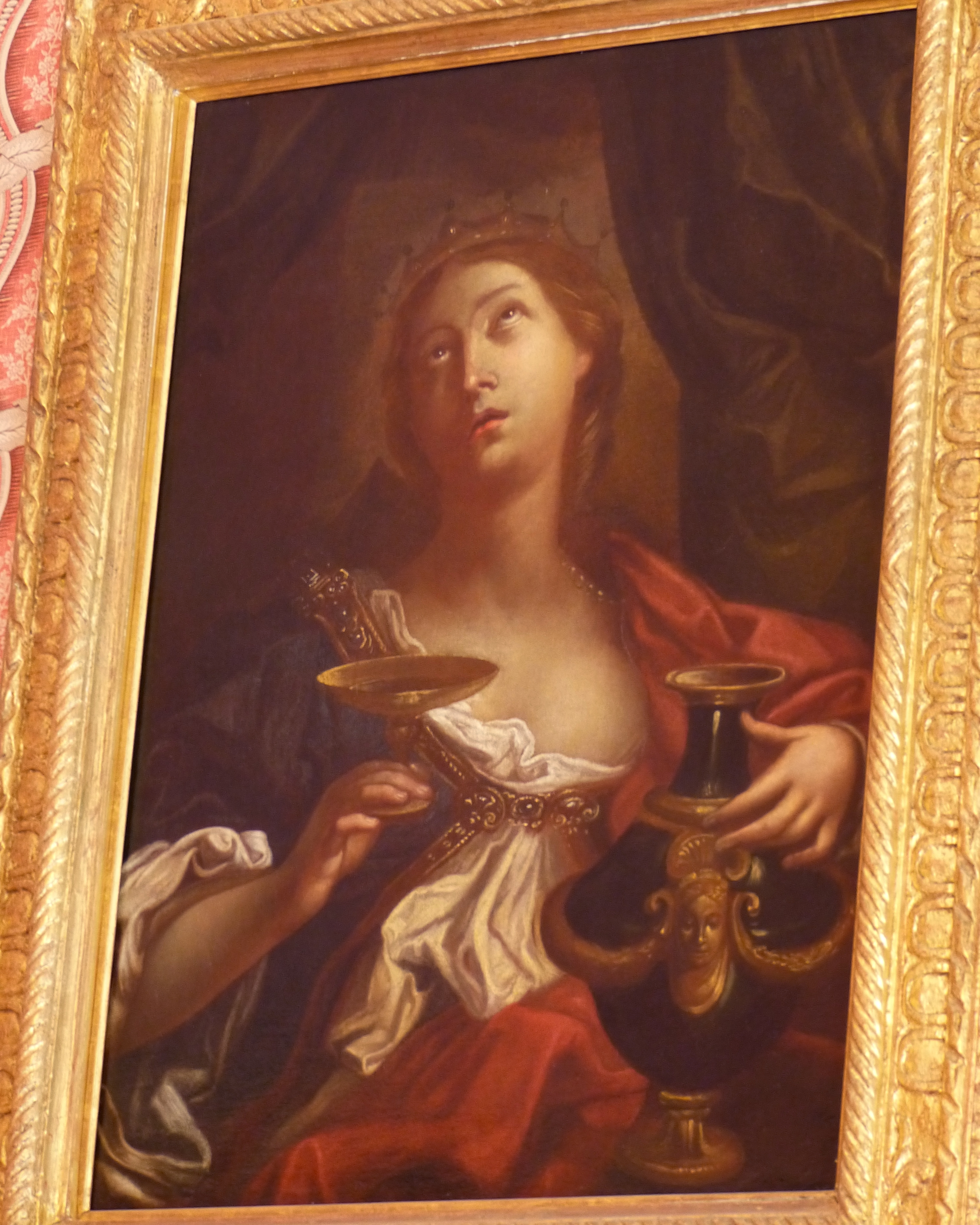
Reina Artemisa de Antoine Rivalz
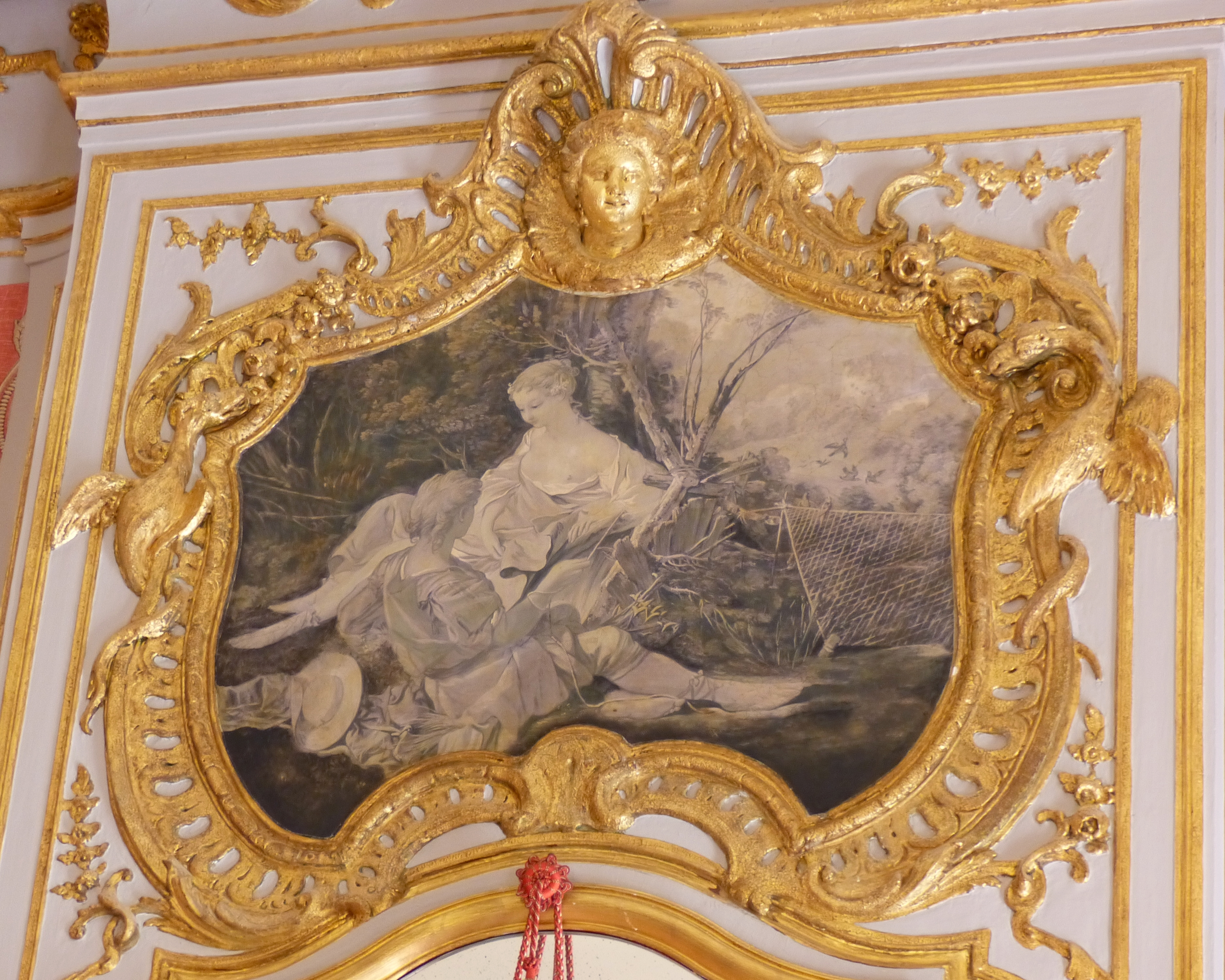
Pintura de la repisa de la chimenea
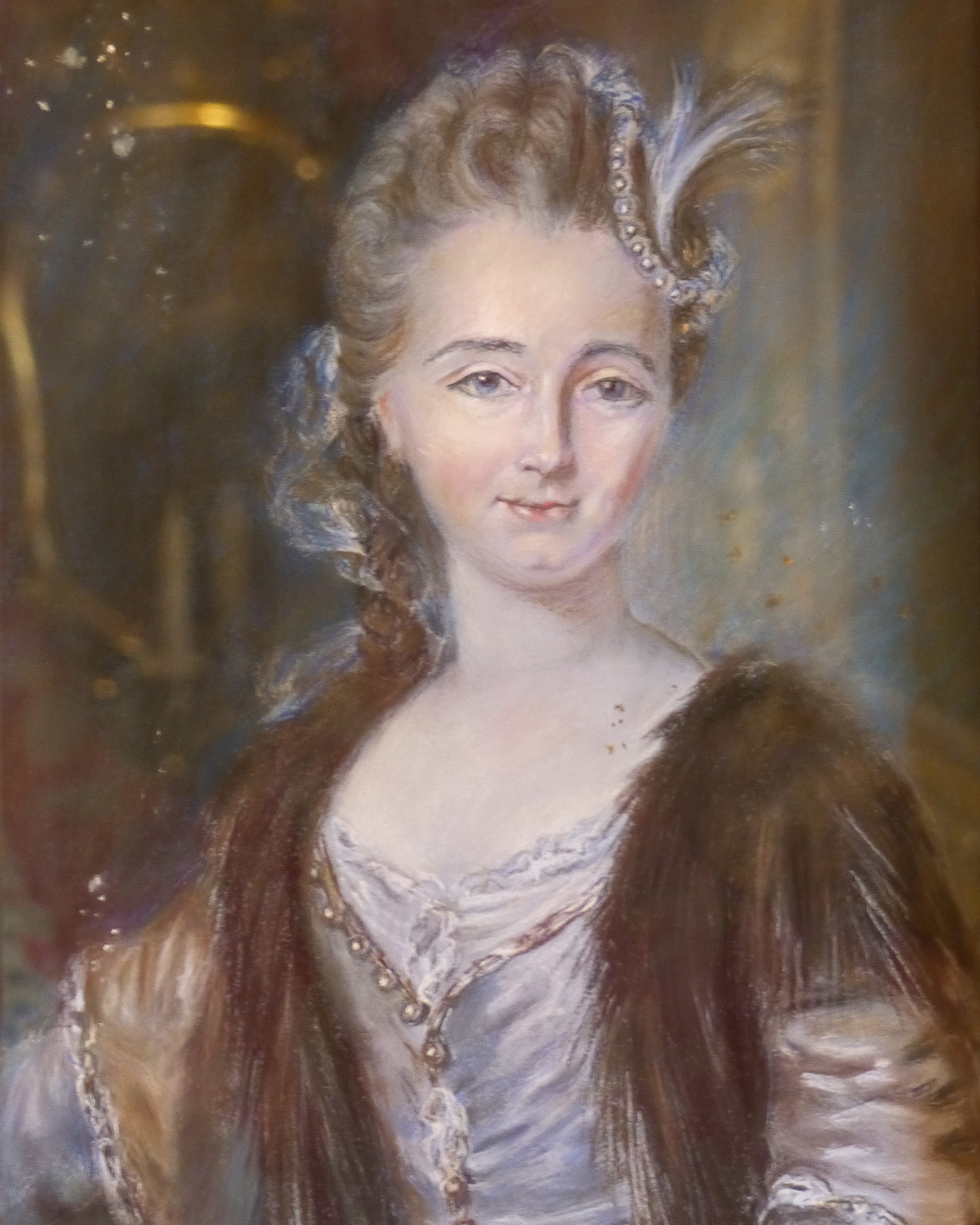
Pauline de Bruny de la Tour-d'Aigues
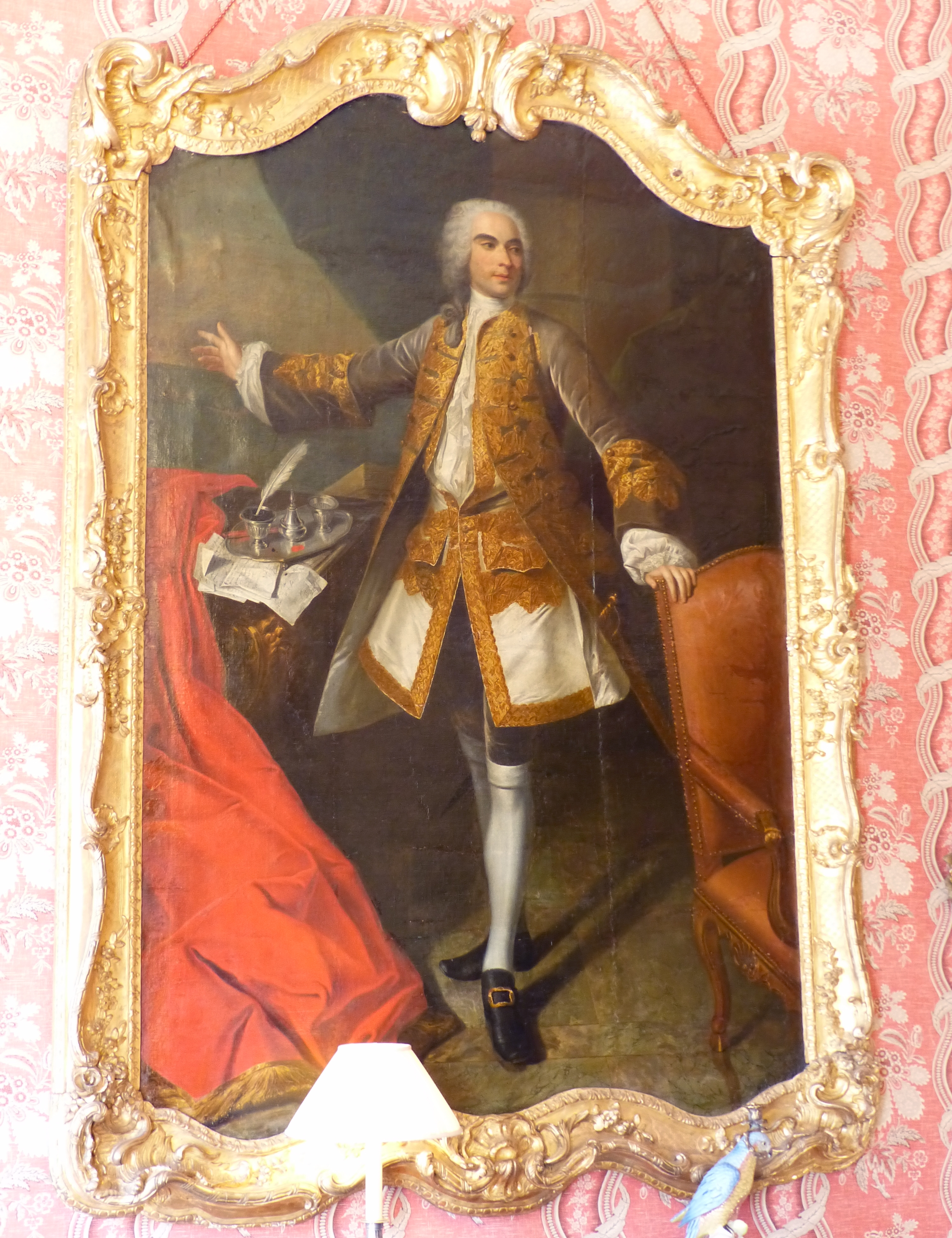
Lona a identificar

## Los jardines
Fueron diseñados según las características de los llamados jardines franceses, sobre líneas geométricas, con juegos de agua.

### Jardín superior
Se accede directamente desde el salón chino y la gran galería de la que es una prolongación durante las recepciones. Una piscina circular está enmarcada por cuatro camas de césped puntuadas con boj.

### Jardín inferior
Organizado en torno a una palmeta vegetal, según un dibujo de Robert de Cotte, está revestido de boj, rosales y encinas, tejos y una fuente conocida como los Tres Tritones.

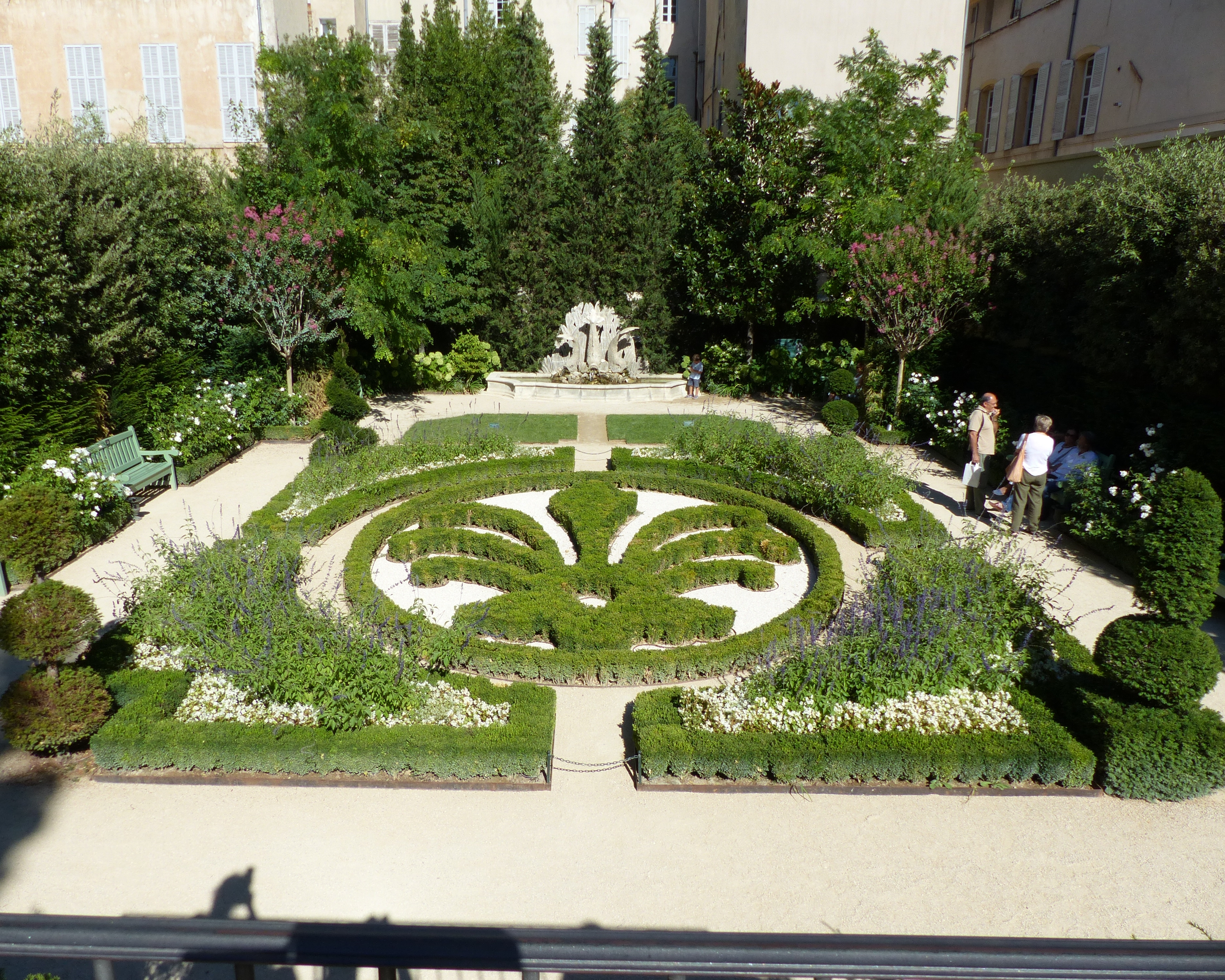
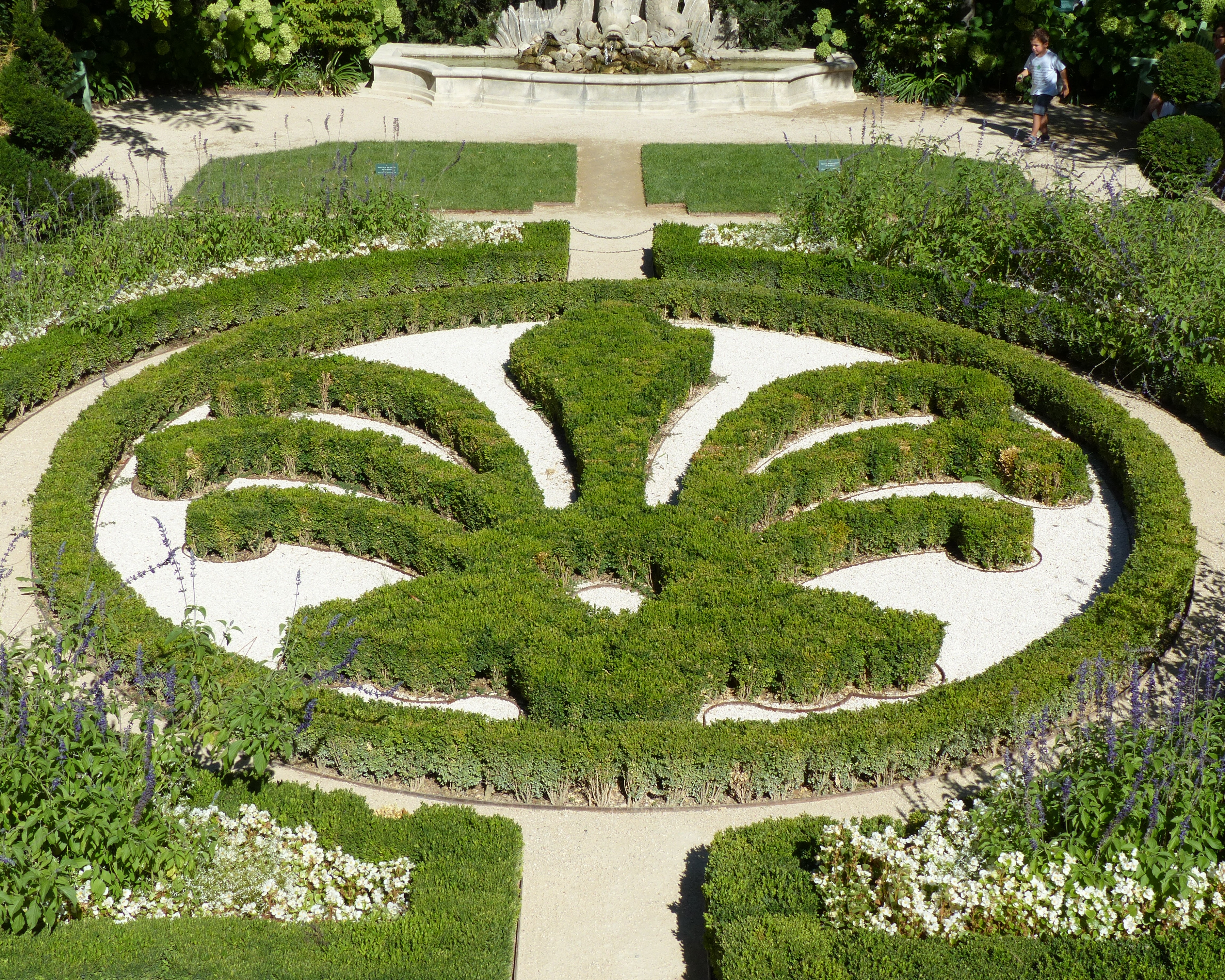
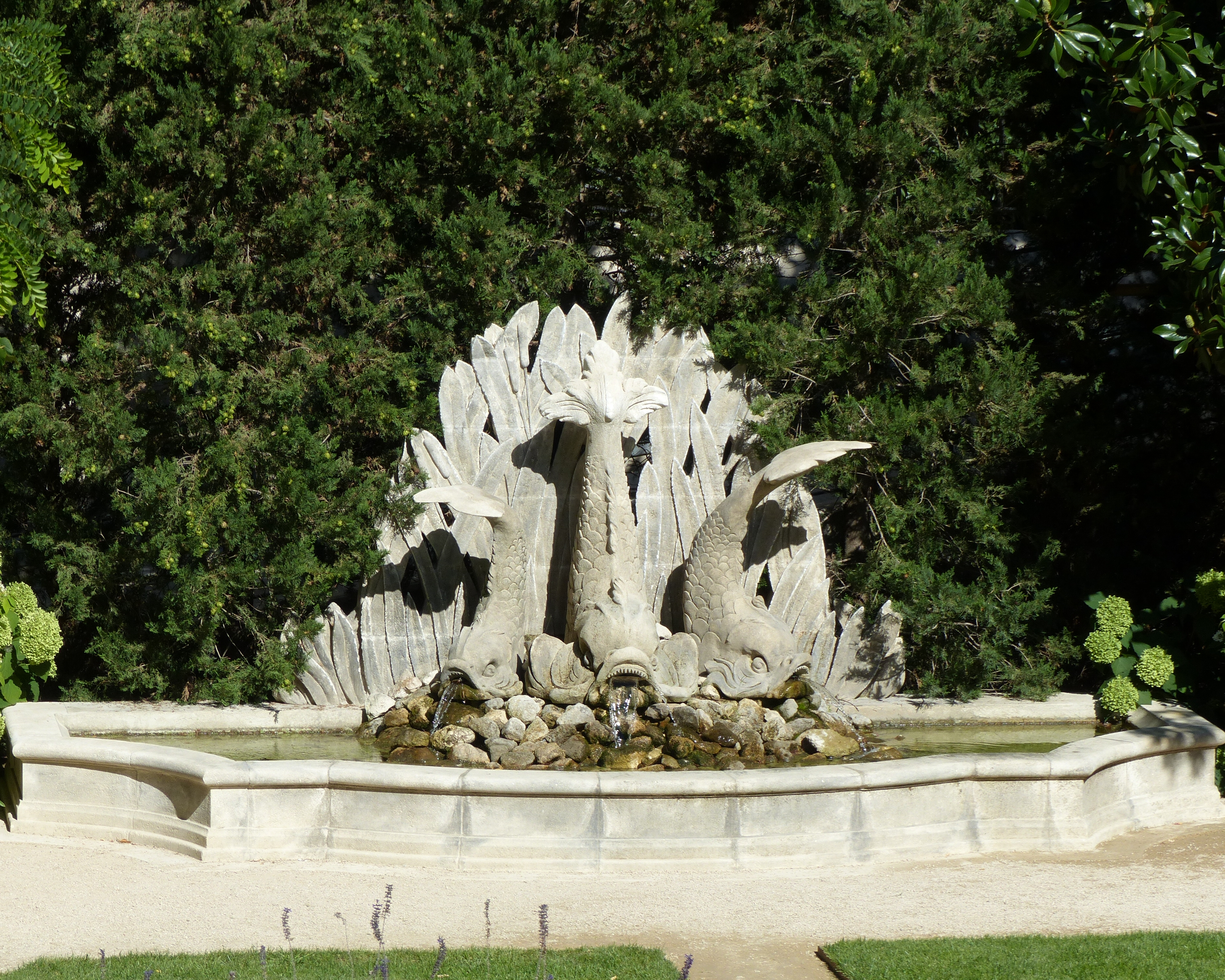
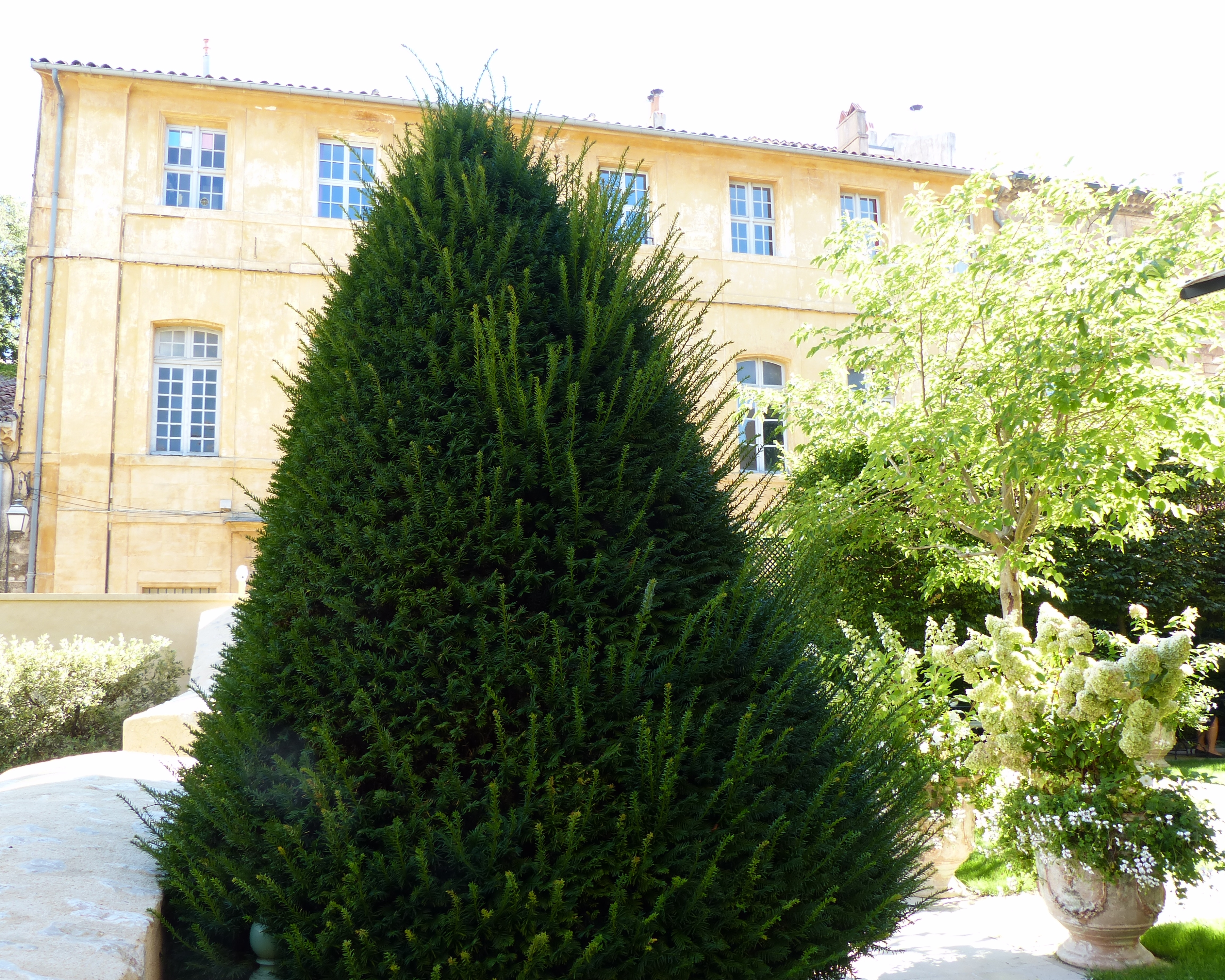

## Exposiciones temporales
- del 6 de mayo al 13 de septiembre de 2015: Canaletto, el triunfo de la luz;
- del mayo 4 al 18 de septiembre de 2016: Turner y color.
- del 10 de junio al 15 de octubre de 2017, una exposición monográfica patrocinada por Culturespaces y el [[{{{2}}}]] titulado Sisley the Impressionist reúne 60 pinturas de Alfred Sisley,[16][17][18][19]
- del 11 de noviembre de 2018 al 24 de marzo de 2019: Chagall, del blanco y negro al color[20]
- del 1 de mayo al 29 de septiembre de 2019: Obras maestras del Guggenheim De Manet a Picasso, la colección Thannhauser
- del 8 de noviembre de 2019 al 22 de marzo de 2020: Hokusai, Hiroshige, Utamaro, los grandes maestros de Japón - la colección de Georges Leskowicz
- del 30 de abril al 11 de octubre de 2020: Joaquín Sorolla, luces españolas